# ایران در جام ملت‌های آسیا

ایران برای نخستین بار در ۱۹۶۸ قهرمان جام ملت‌های آسیا شد و حسن حبیبی کاپیتان تیم ملی ایران جام قهرمانی را بالای سر برد.

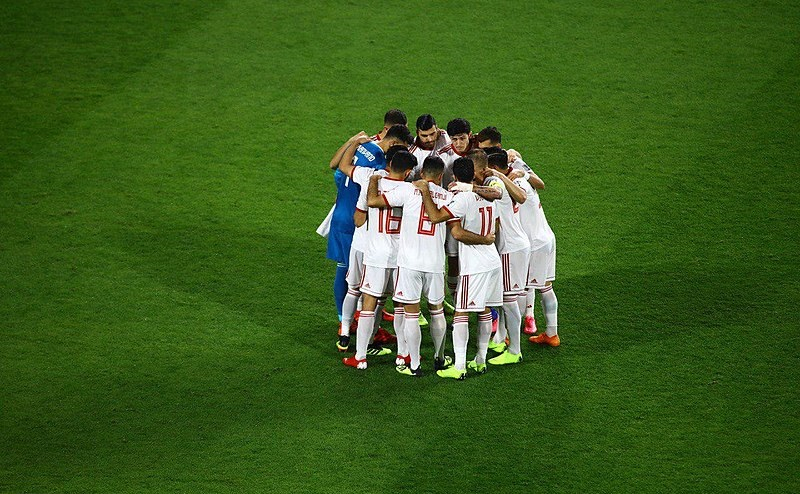
حلقه اتحاد بازیکنان ایران پیش از نخستین بازی‌شان برابر تیم یمن در جام ملت‌های ۲۰۱۹

تیم ملی ایران در ۱۵ دوره از مسابقات جام ملت‌های آسیا شرکت کرده‌است و با سه قهرمانی متوالی از ۱۹۶۸ تا ۱۹۷۶، یکی از موفق‌ترین کشورهای شرکت‌کننده در این مسابقات است.
در سه دوره نخستین برگزاری این مسابقات ایران در جام ملت‌های آسیا حضور نداشته‌است. از ۱۹۶۸ ایران میزبانی این مسابقات را بر عهده گرفت و در همان نخستین حضور موفق به کسب عنوان قهرمانی نیز شد. تمام بازی‌های این دوره جام ملت‌ها در ورزشگاه امجدیه در تهران برگزار شد و ایران با پیروزی در تمام بازی‌هایش قاطعانه عنوان قهرمانی آسیا را از آن خود کرد. دو دوره بعدی در سال‌های ۱۹۷۲ و ۱۹۷۶ که به ترتیب با میزبانی تایلند و ایران برگزار شد را نیز ایران باز هم فتح کرد تا با سه بار قهرمانی متوالی پر افتخارترین تیم وقت آسیا شود. بازی‌های جام ملت‌های ۱۹۷۶ در ورزشگاه تازه‌ساز آزادی در تهران و باغ‌شمال در تبریز برگزار شدند. از زمان کسب سه قهرمانی متوالی ایران از ۱۹۶۸ تا ۱۹۷۶ تا به حال هیچ تیم دیگری موفق به تکرار این مهم نشده است.
تیم ملی بعد از حضور موفقیت‌آمیز در سه دوره پیاپی دیگر نتوانست مقام قهرمانی‌اش را تکرار کند و با وجود حضور پیاپی در تمامی دوره‌های جام ملت‌ها همواره در مرحله نیمه‌نهایی و یک‌چهارم نهایی متوقف شده است. ایران همچنین از ۱۹۷۶ بدین سو دیگر میزبانی بازی‌ها را نیز بر عهده نگرفت. تیم ایران از ۱۹۶۸ تا به امروز در چهارده دوره پیاپی این مسابقات حاضر بوده است و رکورددار تعداد بازی، برد و گل زده است. تیم ملی ایران با سه مقام قهرمانی، شش مقام سومی و یک مقام چهارمی بعد از تیم‌های ملی ژاپن و عربستان سومین تیم پرافتخار آسیا و جزو سه تیم برتر آسیایی در جام ملت های آسیا است.

## پیشینه

### سال‌های نخست: ۱۹۶۴–۱۹۵۶
ایران در نخستین دوره جام ملت‌های آسیا در ۱۹۵۶ غایب بود اما در دور مقدماتی دومین دوره شرکت کرد و با وجود نتایج نسبتاً خوب از جمله پیروزی ۰–۳ برابر تیم ملی اسرائیل با شکست سنگین و دور از انتظار ۱–۴ برابر تیم ملی پاکستان که معمولاً در برابر ایران شکست می‌خورد، با یک امتیاز کمتر نسبت به اسرائیل در گروهش دوم شد و از صعود به مرحله نهایی جام ملت‌ها بازماند. ایران در جام ملت‌های ۱۹۶۴ نیز غایب بود اما با برعهده گرفتن میزبانی دور بعد یعنی ۱۹۶۸ به‌طور مستقیم و برای نخستین بار در مرحله نهایی جام ملت‌ها حاضر شد. تیم ملی در این جام حضور درخشانی داشت و تمامی بازی‌های خود را با برد پشت سر گذاشت تا بدون شکست خوردن نخستین قهرمانی‌اش در آسیا را تجربه کند. دو دوره بعدی نیز تیم ملی به‌طور مستقیم وارد جام ملت‌ها شد و هر دو دوره را بدون شکست خوردن فتح کرد تا با سه قهرمانی متوالی رکوردی در این زمینه از خود بر جای بگذارد.

### قهرمانی‌های پیاپی:۱۹۶۸–۱۹۷۶

ترکیب آغازین تیم ملی در نخستین بازی تاریخش در جام ملت‌های آسیا، از راست به چپ: حبیبی، اصلی، بهزادی، عرب، شاهرخی، کاشانی، وفاخواه، امینی‌خواه، قلیچ‌خانی، شرفی و ساعدی

شادی مردم تهران بعد از قهرمانی تیم ملی در جام ملت‌های ۱۹۶۸

تیم ملی در جام ملت‌های آسیا ۱۹۶۸ نخستین حضور خود را تجربه کرد و به دلیل میزبانی به صورت مستقیم به بازی‌ها راه‌یافت. همه بازی‌ها در ورزشگاه امجدیه برگزار شدند و تیم ملی به همراه چهار تیم اسرائیل، برمه، تایوان و هنگ کنگ به صورت گروهی بازی‌ها را برگزار کردند. تیم ملی با مربی‌گری محمود بیاتی و ترکیبی از ستاره‌هایش در المپیک ۱۹۶۴ توکیو و جوانان جویای نام پا به مسابقات گذاشت. در بازی نخست در تاریخ ۲۰ اردیبهشت سال ۱۳۴۷ خورشیدی برابر هنگ کنگ، ایران در حضور ۲۸۰۰۰ تماشاگر با نتیجه ۰–۲ و گل‌های همایون بهزادی و علی جباری به پیروزی رسید. سه روز بعد ایران به مصاف تایوان رفت و این تیم را با حساب ۰–۴ در حضور ۳۰۰۰۰ تماشاگر شکست داد، گل‌های ایران را همایون بهزادی، حسین کلانی، اکبر افتخاری و حسین فرزامی به ثمر رساندند. ۲۶ اردیبهشت ایران با برمه دیدار کرد و توانست این بازی را هم با نتیجه ۱–۳ و گل‌های حسین کلانی، اکبر افتخاری و همایون بهزادی در حضور ۳۰۰۰۰ تماشاگر شکست دهد. ۲۹ اردیبهشت ایران در شرایطی در مقابل اسرائیل صف‌آرایی کرد که با یک تساوی نیز به قهرمانی می‌رسید ولی اسرائیل برای قهرمانی نیاز به برد داشت. این بازی در حضور ۳۰۰۰۰ تماشاگر برگزار شد و ایران توانست با گل‌های بهزادی و قلیچ‌خانی در مقابل تک گل گیورا اشپیگل با نتیجه ۱–۲ پیروز و فاتح جام شود. بدین ترتیب ایران در همه بازی‌های خود پیروز شد و برای نخستین بار قهرمان جام ملت‌های آسیا شد. بازی ایران و اسرائیل به دلائل سیاسی حساسیت ویژه‌ای یافت و پیروزی ایران باعث محبوبیت فراوان فوتبال در جامعه ایران شد. پس از این قهرمانی تهران غرق در شادی شد و برای نخستین بار فوتبال مردم ایران را به خیابان‌ها کشاند. فوتبالیست‌های تیم ملی به کاخ نیاوران و مجلس شورای ملی دعوت شدند، خوانندگانی همچون ویگن و دلکش نخستین ترانه‌های فوتبالی در حمایت از تیم ملی را خواندند و حتی نشریات غیر ورزشی نیز به پوشش و پیگیری اخبار مربوط به تیم ملی پرداختند. به عنوان مثال هفته‌نامه زن روز در سرمقاله شماره ۴ خرداد ۱۳۴۷ نوشت: «اینک کلمه انگلیسی فوتبال کلمه ملی ماست.»

تیم ملی ایران در دیدار فینال جام ملت‌های آسیا ۱۹۷۲، بانکوک، تایلند.

در پنجمین دوره جام ملت‌ها ایران مدافع عنوان قهرمانی بود و به صورت مستقیم به بازی‌ها راه یافت. رقابت‌های نهایی در کشور تایلند و شهر بانکوک برگزار می‌شد. تیم‌ها به دو گروه سه تیمی تقسیم شدند. ایران با مربی‌گری محمد رنجبر در این رقابت‌ها حاضر شده بود و در بازی نخست خود که برای گروه‌بندی مسابقات برگزار شد در روز ۱۷ اردیبهشت سال ۱۳۵۱ خورشیدی و در حضور ۳۰۰۰ تماشاگر به مصاف کامبوج رفت. این بازی که در ورزشگاه ملی بانکوک انجام شد با دو گل حسین کلانی و صفر ایرانپاک و با نتیجه ۰–۲ به سود ایران خاتمه یافت. روز ۱۹ اردیبهشت ایران در حضور ۴۰۰۰ نفر به دیدار عراق رفت و این بازی را نیز با هت‌تریک حسین کلانی با نتیجه ۰–۳ به سود خود پایان بخشید. روز ۲۳ اردیبهشت ایران به مصاف میزبان بازی‌ها یعنی تایلند رفت. این بازی با استقبال تماشاگران تایلندی برگزار شد و حدود ۲۵۰۰۰ نفر از این بازی دیدن کردند. با توجه به پیروزی ایران برابر عراق و تساوی عراق و تایلند، تیم ملی از گروه خود صعود کرده بود و این بازی در حقیقت تشریفاتی محسوب می‌شد، به همین دلیل تیم ملی ایران از تعدادی از بازیکنان ذخیره خود استفاده کرد. بازی با تشویق بی‌امان هواداران تایلندی و خشونت فراوان بازیکنان تایلند تا دقیقه ۸۰ با نتیجه ۰–۲ به سود میزبان در جریان بود. در دقایق پایانی علی جباری هافبک تیم ملی که جلو کشیده بود روی سه پاس حسین کلانی موفق شد در عرض هشت دقیقه سه بار پیاپی دروازه تیم تایلند را باز کند تا نتیجه ۲–۳ به سود ایران خاتمه یابد و یکی از پیروزی‌های به یاد ماندنی تاریخ تیم ملی ثبت شود. روز ۲۶ اردیبهشت ایران بار دیگر برای انجام دیدار نیمه پایانی به مصاف کامبوج رفت و در حضور ۲۰۰۰۰ تماشاگر توانست این بار هم با نتیجه ۱–۲ و گل‌های صفر ایرانپاک و پرویز قلیچ‌خانی (پنالتی) به پیروزی دست یابد و راهی بازی فینال شود. بازی پایانی برابر کره جنوبی روز ۲۹ اردیبهشت سال ۱۳۵۱ خورشیدی در حضور ۱۵۰۰۰ تماشاگر در ورزشگاه ملی بانکوک برگزار شد و در خاتمه با نتیجه ۱–۲ به سود ایران پایان یافت. گل‌های ایران را علی جباری و حسین کلانی (در وقت اضافی) به ثمر رساندند. این بازی در تهران به صورت زنده از تلویزیون ملی ایران پخش شد. 

در دیدار فینال جام ملت‌های ۱۹۷۶، علی پروین تک گل بازی را از روی یک ضربه آزاد مستقیم به ثمر رساند.

ششمین دوره جام ملت‌های آسیا در سال ۱۹۷۶ به میزبانی ایران برگزار شد. ایران برای سومین بار بدون حضور در بازی‌های مقدماتی به صورت مستقیم در مسابقات حاضر و در گروه دوم بازی‌ها با دو تیم عراق و یمن جنوبی همگروه شد. تمام بازی‌های تیم ملی در ورزشگاه آریا مهر برگزار شدند و در دیدار نخست تیم ایران موفق شد در حضور ۵۰۰۰۰ تماشاگر با گل‌های ناصر نورایی و حسن روشن در دقایق ۴۵ و ۵۸ تیم عراق را با دو گل شکست بدهد. در بازی دوم تیم ایران با نتیجهٔ پرگل هشت بر صفر تیم یمن جنوبی را در هم کوبید. ۱۰۰۰۰ نفر از این بازی دیدن کردند. گل‌های این بازی را غلامحسین مظلومی در دقایق ۶۳ و ۷۴ و ۸۰، علی‌رضا عزیزی در دقایق ۱۷ و ۷۳، ناصر نورایی در دقایق ۴۰ و ۴۲ و علیرضا خورشیدی در دقیقه ۴۵ به ثمر رساندند. در مرحله نیمه نهایی تیم ایران به مصاف چین رفت که این بازی در وقت‌های قانونی گلی در برنداشت و در وقت‌های اضافی این تیم ایران بود که با گل‌های علیرضا خورشیدی در دقیقه ۱۰۰ و حسن روشن در دقیقه ۱۱۹ موفق شد دو بر صفر چین را شکست داده و به فینال صعود کند. این بازی ۶۰۰۰۰ تماشاگر داشت. در دیدار فینال تیم ملی کشورمان به مصاف تیم کویت رفت و با وجود جملات فراوان در نیمه اول دو تیم مساوی شدند. اما در نیمه دوم بر روی سماجت حسن روشن و اشتباه دروازه‌بان تیم ملی کویت که از محوطه جریمه بیرون آمد و توپ را با دست لمس کرد، یک ضربه کاشته نصیب ایران شد و علی پروین موفق شد تا از روی همین ضربه دروازه کویت را باز کند تا  تیم ملی کشورمان ایران در حضور ۱۱۲۰۰۰ تماشاگر برای سومین بار پیاپی قهرمان آسیا شود. تیم ملی ایران در این دوره منصور رشیدی را درون دروازه داشت که عملکردی عالی از خود نشان داد و در تمامی بازی ها توانست دروازه تیم ملی کشورمان را بسته نگه‌دارد و هیچ گلی در این دوره از مسابقات دریافت نکند تا 
تیم ملی ایران تنها تیمی در آسیا باشد که حتی بدون دریافت یک گل توانسته قهرمان جام ملت‌های آسیا بشود در این دوره از بازی‌ها مربیگری  تیم ملی کشورمان ایران  را حشمت مهاجرانی بر عهده داشت. با وجود این نتایج نسبتاً خوب تماشاگران در دیدار نهایی تیم ملی را هو کردند و بسیاری از آنان در هنگام مراسم اهدای جام قهرمانی به تیم ملی، ورزشگاه را ترک کرده بودند. بازی نسبتاً دفاعی تیم ملی و حملات بی‌هدف و بی‌نتیجه از دلائل اصلی این برخورد خشمگین تماشاگران بود. تیم ملی حتی بعد از ده نفره شدن کویت در نیمه دوم هم حملات جدی‌ای انجام نداد و به دفاع از تک گلش پرداخت. بازیکنان ایران در هنگام مراسم اهدای جام با پیراهن تیم کویت در زمین حاضر شدند.

### دوران ناکامی: هم‌اکنون–۱۹۸۰

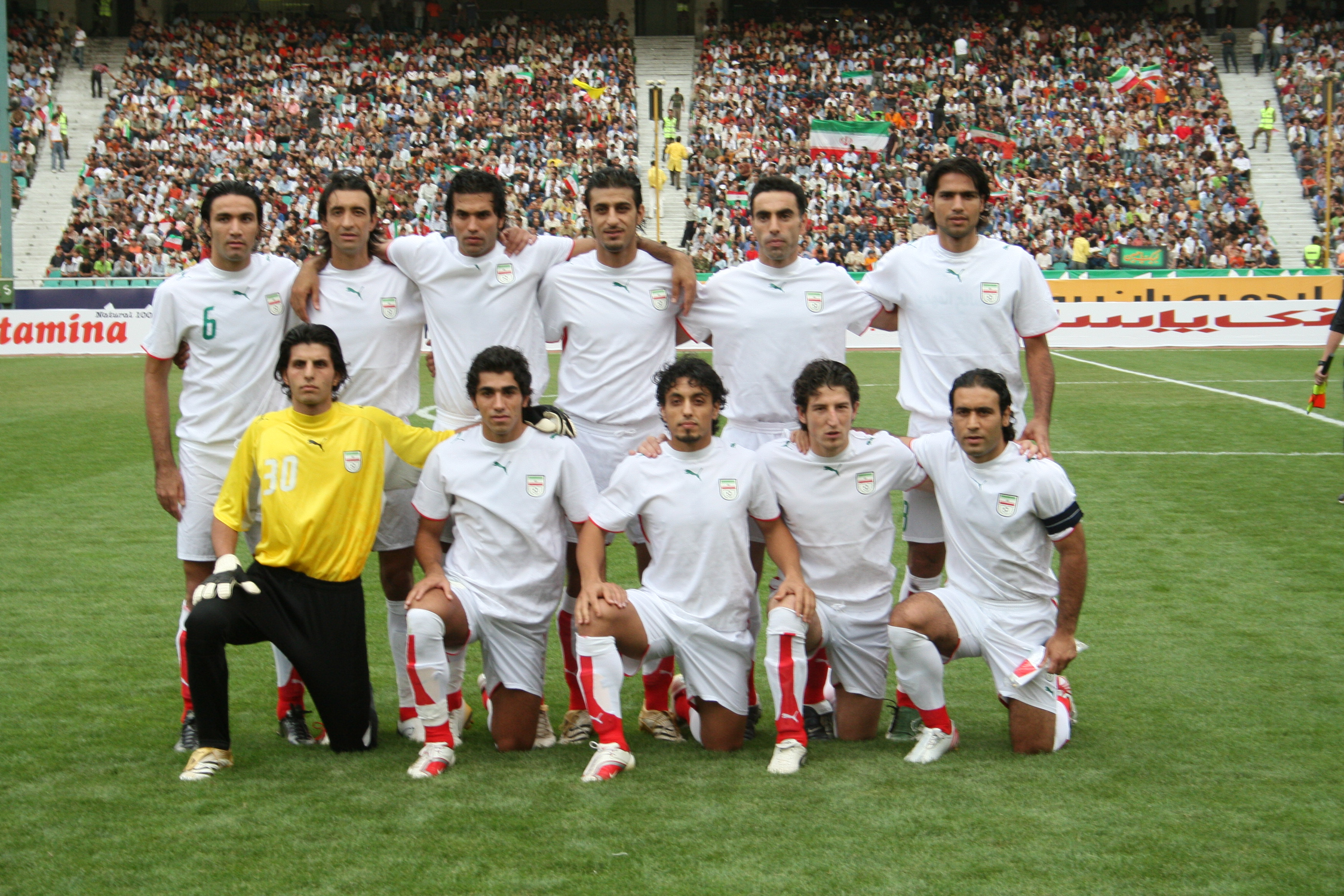
تیم ملی ایران در تابستان ۲۰۰۶ مرحله مقدماتی جام ملت‌های ۲۰۰۷، دیدار با سوریه

در سال ۱۹۸۰ ایران به عنوان مدافع عنوان قهرمانی در جام ملت‌های آسیا ۱۹۸۰ شرکت کرد. تیم ملی در ابتدا قصد تحریم بازی‌ها را داشت اما در نهایت به دلیل الزامات فیفا و کنفدراسیون فوتبال آسیا در مسابقات شرکت کرد. ایران باز هم بدون برگزاری اردوی تدارکاتی مناسب و تنها با انجام دو بازی دوستانه در مقابل تیم امارات متحده عربی راهی کویت شد. این دوره جام ملت‌های آسیا همزمان شد با حمله عراق به ایران و آغاز جنگ ایران و عراق. این امر بر روحیه بازیکنان تأثیر منفی گذاشت، میزبانی بد کویت نیز شرایط را برای تیم ملی سخت‌تر کرد و بازیکنان حتی قصد ترک مسابقات را داشتند اما در نهایت ایران به بازی‌ها ادامه داد ولی موفق به کسب عنوانی بهتر از سومی نشد. ایران برای نخستین بار در این دوره از بازی‌های جام ملت‌های آسیا مساوی کرد و شکست خورد تا رشته پیروزی‌های پیاپی تیم ملی در جام ملت‌های آسیا گسسته شود. در تابستان ۱۹۸۴ تیم ملی بعد از ۲۴ سال در مرحله مقدماتی جام ملت‌های آسیا ۱۹۸۴ شرکت کرد و موفق شد با غلبه بر رقبایش پای به مرحله نهایی رقابت‌ها بگذارد. ایران بدون برگزاری بازی دوستانه مستقیماً پای به مرحله نهایی رقابت‌ها گذاشت و در حالی که در گروه آسانی قرار گرفته بود توانست به راحتی به مرحله نیمه‌نهایی صعود کند. در بازی نیمه‌نهایی در حالی که تا دقیقه ۹۰ با یک گل از عربستان پیش بود با گل به خودی شاهین بیانی بازی به تساوی کشیده شد و در وقت‌های اضافه نیز هیچ‌یک از دو تیم موفق به گلزنی نشدند تا ایران در ضربات پنالتی مغلوب شود و از حضور در فینال بازماند. ایران در بازی رده‌بندی نیز در ضربات پنالتی مغلوب کویت شد تا تیم ملی جام را در مقام چهارمی به پایان برساند. تیم ملی جام ملت‌های آسیا ۱۹۸۸ را در حالی آغاز کرد که تعدادی از بهترین بازیکنانش را به دلیل محرومیت حاصل از استعفای دسته‌جمعی ملی پوشان در که در بازی‌های آسیایی ۱۹۸۶ اتفاق افتاد به همراه نداشت. به همین دلیل ایران با ترکیبی جوان پای به رقابت‌ها گذاشت و با این وجود نتایج نسبتاً خوبی در مرحله مقدماتی و گروهی کسب کرد تا به عنوان تیم دوم گروه خود به مرحله نیمه‌نهایی برسد. ایران در بازی آخر مرحله گروهی تن به یک باخت مصلحتی برابر کره‌جنوبی داد تا در مرحله نیمه‌نهایی به سد عربستان نخورد اما محاسبات مربیان تیم ملی اشتباه از آب درآمد و تیم ملی به هر حال در نیمه‌نهایی در مقابل عربستان سعودی تیم اول گروه دو قرار گرفت که بازی این مرحله با شکست ایران همراه بود. تیم ملی توسط مرتضی کرمانی‌مقدم یک بار دروازه عربستان را باز کرد و این گل به گفته تعدادی از کارشناسان داوری صحیح بود اما داور انگلیسی بازی آن را مردود اعلام کرد. در بازی رده‌بندی ایران به دیدار چین رفت که با درخشش عابدزاده تیم ملی در ضربات پنالتی ۳ بر ۰ پیروز شد تا برای بار دوم ایران به عنوان سومی جام ملت‌های آسیا بسنده کند.
در بهار ۱۹۹۲ تیم ملی یک صعود آسان را به جام ملت‌های آسیا ۱۹۹۲ تجربه کرد. ترکیب تیم ملی برای این جام بر اساس ترکیب قهرمان بازی‌های آسیایی ۱۹۹۰ پکن که دو سال قبل برگزار شده بود بسته شد، اما در جریان بازی‌های مشخص شد که تیم ایران بسیار ضعیف و ناآماده بود و با یک برد و تساوی به ترتیب برابر کره‌شمالی و امارات متحده عربی، تکلیف ایران برای صعود به بازی آخر مقابل ژاپن میزبان کشیده شد. ایران در آن بازی با روحیه‌ای متزلزل ظاهر شد و در دقیقه ۵۵ بازی با اخراج جمشید شاه‌محمدی ده نفره نیز شد و در نهایت در دقیقه ۸۷ با اشتباه احمدرضا عابدزاده مقاومت ایران در هم شکست و ژاپن بازی را ۰–۱ برد و به همراه امارات از گروه صعود کرد و ایران در همان مرحله گروهی حذف شد تا یکی از تلخ‌ترین نتایج فوتبال ملی ایران رقم بخورد. داور بازی بعد از گل ژاپن فرشاد پیوس، مجتبی محرمی و نادر محمدخانی را نیز اخراج کرد تا یک افتضاح اخلاقی نیز برای فوتبال ایران ثبت شود. این عملکرد تا به امروز بدترین عملکرد ایران در ادوار جام ملت‌های آسیا نیز می‌باشد. در بهار ۱۹۹۶ ایران بازی‌های مقدماتی جام ملت‌های ۱۹۹۶ را با موفقیت پشت سر گذاشت و به جام ملت‌ها صعود کرد. سپس تیم ملی در آذر همان سال در جام ملت‌ها شرکت کرد و هر چند در ابتدا با شکست در مقابل عراق بازی‌ها را آغاز کرد اما در ادامه توانست با ۳ پیروزی درخشان ۳–۱ و ۳–۰ و ۶–۲ برابر به ترتیب تایلند و عربستان سعودی و کره‌جنوبی به نیمه‌نهایی بازی‌ها راه یابد. در این مرحله یک بار دیگر ایران با عربستان سعودی روبرو شد و باز هم داور بازی گل بازیکن ایرانی را مردود اعلام کرد تا کار به ضربات پنالتی بکشد و ایران باز هم مغلوب عربستان شد تا این تیم برای سومین بار ایران را در نیمه‌نهایی جام ملت‌ها شکست دهد. ایران در بازی رده‌بندی کویت را در ضربات پنالتی شکست داد تا برای سومین مرتبه عنوان سومی جام ملت‌ها را از آن خود کند. بازی‌های درخشان تیم ملی و گلزنی‌های خوب مهاجمان تیم ملی، خداداد عزیزی و علی دایی باعث شدند تا این دو عنوان‌های اول و دوم بهترین بازیکن سال آسیا را از آن خود کنند تا برای نخستین بار یک ایرانی برنده توپ طلا شود.

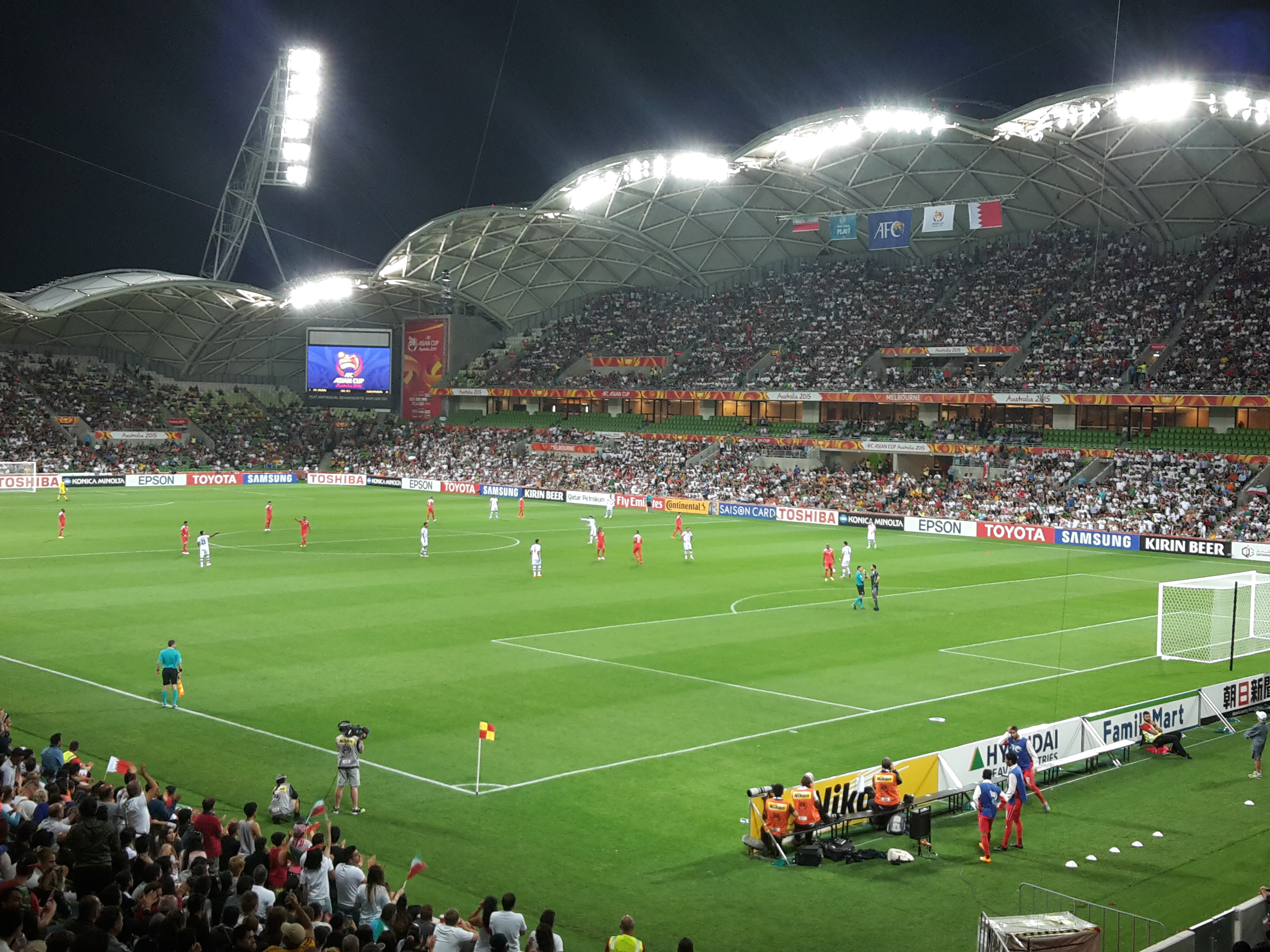
بازی تیم ملی ایران در برابر بحرین در مرحله گروهی جام ملت‌های آسیا ۲۰۱۵ در ملبورن، استرالیا.

ایران در مارس ۲۰۰۰ در بازی‌های مقدماتی جام ملت‌های آسیا ۲۰۰۰ شرکت کرد و با یک صعود آسان توانست جواز حضور در آن بازی‌ها را کسب کند و در سپتامبر همان سال در جام ملت‌های آسیا حاضر شد و در بازی افتتاحیه توانست تیم میزبان، لبنان را با نتیجه ۰–۴ از پیش روی بردارد. در ادامه بازی‌ها ایران با یک برد و یک تساوی از گروهش صعود کرد و برای دومین دوره پیاپی در مرحله یک چهارم پایانی حریف کره‌جنوبی شد و در حالی که لحظات پایانی بازی با یک گل از حریف پیش بود با پذیرفتن گل مساوی کار به وقت‌های اضافه کشیده شد و سپس کره‌ای‌ها در دقیقه ۹۹ بازی با یک گل طلایی ایران را از جام ملت‌ها حذف کردند. در تابستان ۲۰۰۳ تیم ملی ایران بازی‌های مقدماتی جام ملت‌های ۲۰۰۴ را آغاز کرد و موفق شد برای دهمین دوره پیاپی در جام ملت‌ها حاضر شود. در تابستان ۲۰۰۴ ایران وارد جام ملت‌ها شد و با وجود آنکه حتی تا آستانه حذف در مرحله گروهی نیز پیش رفته بود در نهایت توانست پا به مراحل حذفی بگذارد و در بازی یک چهارم نهایی در دیداری مهیج و نفس‌گیر کره‌جنوبی را ۳–۴ مغلوب کرد اما باز هم در بازی نیمه‌نهایی مغلوب شد تا با پیروزی برابر بحرین در بازی رده‌بندی برای چهارمین بار به مقام سومی جام ملت‌ها برسد. سپس در تابستان ۲۰۰۶ تیم ملی در بازی‌های مقدماتی جام ملت‌های ۲۰۰۷ شرکت کرد و توانست یک صعود آسان و بی‌دردسر را تجربه کند. تیم ملی در تابستان ۲۰۰۷ در جام ملت‌های آسیا ۲۰۰۷ شرکت کرد ولی نتوانست در جام ملت‌ها نتیجه مناسبی کسب کند و در مرحله یک چهارم پایانی و در ضربات پنالتی مغلوب تیم کره‌جنوبی شد. تمام گل‌های ایران در آن بازی‌ها را هافبک‌ها و مدافعان تیم ملی به ثمر رساندند و خط حمله تیم ملی عملکرد قابل انتقادی داشت. ایران با یک صعود آسان در جام ملت‌های ۲۰۱۱ شرکت کرد. تیم ملی در آن بازی‌ها شروع بسیار خوبی داشت و توانست بعد از مدت‌ها تمام بازی‌های مرحله گروهی را ببرد تا پای به مراحل حذفی بگذارد. در مرحله یک چهارم نهایی تیم ملی برای پنجمین دوره متوالی با تیم کره‌جنوبی روبه‌رو شد و باز هم همچون دور قبل مغلوب این تیم شد تا برای دومین دوره متوالی در مرحله یک چهارم نهایی حذف شود. تیم ملی در ژانویه ۲۰۱۵ در جام ملت‌های آسیا ۲۰۱۵ شرکت کرد و توانست باز هم با یک صعود راحت، با سه برد و بدون گل خورده پای به مرحله یک چهارم پایانی گذارد و در این مرحله برابر تیم عراق صف‌آرایی کند. ایران در آن بازی با تصمیم سخت‌گیرانه داور از اواخر نیمه اول ده نفره شد اما در پایان ۱۲۰ دقیقه تلاش بازیکنانش به نتیجه‌ای بهتر از ۳–۳ دست نیافت تا کار تیم ملی باز در جام ملت‌ها باز هم به ضربات پنالتی بکشد و این بار هم ایران در ضربات ناموفق بود تا برای سومین دوره پیاپی در مرحله یک چهارم نهایی جام ملت‌ها حذف شود.
مرحله مقدماتی جام ملت‌های ۲۰۱۹ با مرحله مقدماتی جام جهانی ۲۰۱۸ یکی شد و ایران توانست یک صعود آسان و بی‌دردسر به جام ملت‌ها را تجربه کند. تیم ملی این دوره را بسیار خوب شروع کرد و بدون حتی یک گل خورده تا مرحله نیمه‌نهایی بالا رفت تا ایران پس از پانزده سال یک بار دیگر حضور در نیمه‌نهایی را تجربه کند اما در این مرحله تیم ملی با یک شکست سنگین ۰–۳ در برابر ژاپن از صعود به دیدار پایانی بازماند. در این دوره برای نخستین بار در تاریخ جام ملت‌ها بازی رده‌بندی برگزار نشد تا بازی ایران در مرحله نیمه‌نهایی آخرین بازی تیم ملی در این جام نیز باشد و در پایان با اعلام ای‌اف‌سی ایران با توجه به عملکرد بهتر نسبت به دیگر تیم حذف شده در مرحلۀ نیمه‌نهایی، مقام سوم را کسب کرد.
مرحله مقدماتی جام ملت‌های ۲۰۲۳ با مرحله مقدماتی جام جهانی ۲۰۲۲ یکی شد و ایران توانست یک صعود آسان و بی‌دردسر به جام ملت‌ها را تجربه کند. تیم ملی این دوره را نیز بسیار خوب شروع کرد و موفق شد با سه پیروزی پیاپی به مرحله حذفی راه یابد.تیم ملی در مرحله یک هشتم به سختی و در ضربات پنالتی تیم سوریه را شکست داد و به مرحله بعد صعود کرد، در مرحله یک چهارم نهایی ایران موفق به برد مقابل تیم ژاپن شد و به نیمه نهایی صعود کرد، اما در این مرحله بازهم مانند دوره قبل از صعود به فینال بازماند و با نتیجه ۲–۳ مغلوب تیم قطر میزبان شد.با توجه به عملکرد بهتر نسبت به دیگر تیم حذف شده در مرحله نیمه‌نهایی، مقام سوم را کسب کرد.

## نتایج

### نتایج کلی
راهنما
  قهرمان    نایب قهرمان    سوم    چهارم  
| ایران در جام ملت‌های آسیا | ایران در جام ملت‌های آسیا | ایران در جام ملت‌های آسیا | ایران در جام ملت‌های آسیا | ایران در جام ملت‌های آسیا | ایران در جام ملت‌های آسیا | ایران در جام ملت‌های آسیا | ایران در جام ملت‌های آسیا | ایران در جام ملت‌های آسیا    | ایران در جام ملت‌های آسیا    | ایران در جام ملت‌های آسیا    | ایران در جام ملت‌های آسیا    | ایران در جام ملت‌های آسیا    | ایران در جام ملت‌های آسیا    | ایران در جام ملت‌های آسیا |
| جام ملت‌های آسیا          | جام ملت‌های آسیا          | جام ملت‌های آسیا          | جام ملت‌های آسیا          | جام ملت‌های آسیا          | جام ملت‌های آسیا          | جام ملت‌های آسیا          | جام ملت‌های آسیا          |                             | مقدماتی جام ملت‌های آسیا     | مقدماتی جام ملت‌های آسیا     | مقدماتی جام ملت‌های آسیا     | مقدماتی جام ملت‌های آسیا     | مقدماتی جام ملت‌های آسیا     | مقدماتی جام ملت‌های آسیا  |
| میزبان/سال               | دور                      | بازی                     | برد                      | تساوی                    | باخت                     | گ. ز.                    | گ. خ.                    | بازی                        | برد                         | تساوی                       | باخت                        | گ. ز.                       | گ. خ.                       |                          |
| ------------------------ | ------------------------ | ------------------------ | ------------------------ | ------------------------ | ------------------------ | ------------------------ | ------------------------ | --------------------------- | --------------------------- | --------------------------- | --------------------------- | --------------------------- | --------------------------- | ------------------------ |
| ۱۹۵۶                     | شرکت نکرد                | -                        | -                        | -                        | -                        | -                        | -                        | -                           | -                           | -                           | -                           | -                           | -                           |                          |
| ۱۹۶۰                     | حذف در مقدماتی           | -                        | -                        | -                        | -                        | -                        | -                        | ۶                           | ۳                           | ۱                           | ۲                           | ۱۲                          | ۱۰                          |                          |
| ۱۹۶۴                     | شرکت نکرد                | -                        | -                        | -                        | -                        | -                        | -                        | -                           | -                           | -                           | -                           | -                           | -                           |                          |
| ۱۹۶۸                     | قهرمان                   | ۴                        | ۴                        | ۰                        | ۰                        | ۱۱                       | ۲                        | حضور مستقیم به دلیل میزبانی | حضور مستقیم به دلیل میزبانی | حضور مستقیم به دلیل میزبانی | حضور مستقیم به دلیل میزبانی | حضور مستقیم به دلیل میزبانی | حضور مستقیم به دلیل میزبانی |                          |
| ۱۹۷۲                     | قهرمان                   | ۵                        | ۵                        | ۰                        | ۰                        | ۱۲                       | ۴                        | حضور مستقیم به دلیل قهرمانی | حضور مستقیم به دلیل قهرمانی | حضور مستقیم به دلیل قهرمانی | حضور مستقیم به دلیل قهرمانی | حضور مستقیم به دلیل قهرمانی | حضور مستقیم به دلیل قهرمانی |                          |
| ۱۹۷۶                     | قهرمان                   | ۴                        | ۴                        | ۰                        | ۰                        | ۱۳                       | ۰                        | حضور مستقیم به دلیل میزبانی | حضور مستقیم به دلیل میزبانی | حضور مستقیم به دلیل میزبانی | حضور مستقیم به دلیل میزبانی | حضور مستقیم به دلیل میزبانی | حضور مستقیم به دلیل میزبانی |                          |
| ۱۹۸۰                     | مقام سوم                 | ۶                        | ۳                        | ۲                        | ۱                        | ۱۶                       | ۶                        | حضور مستقیم به دلیل قهرمانی | حضور مستقیم به دلیل قهرمانی | حضور مستقیم به دلیل قهرمانی | حضور مستقیم به دلیل قهرمانی | حضور مستقیم به دلیل قهرمانی | حضور مستقیم به دلیل قهرمانی |                          |
| ۱۹۸۴                     | مقام چهارم               | ۶                        | ۲                        | ۴                        | ۰                        | ۸                        | ۳                        | ۶                           | ۶                           | ۰                           | ۰                           | ۲۲                          | ۲                           |                          |
| ۱۹۸۸                     | مقام سوم                 | ۶                        | ۲                        | ۲                        | ۲                        | ۳                        | ۴                        | ۴                           | ۲                           | ۲                           | ۰                           | ۶                           | ۱                           |                          |
| ۱۹۹۲                     | مرحله گروهی              | ۳                        | ۱                        | ۱                        | ۱                        | ۲                        | ۱                        | ۲                           | ۲                           | ۰                           | ۰                           | ۱۰                          | ۰                           |                          |
| ۱۹۹۶                     | مقام سوم                 | ۶                        | ۳                        | ۲                        | ۱                        | ۱۴                       | ۶                        | ۶                           | ۶                           | ۰                           | ۰                           | ۲۷                          | ۱                           |                          |
| ۲۰۰۰                     | یک‌ چهارم پایانی          | ۴                        | ۲                        | ۱                        | ۱                        | ۷                        | ۳                        | ۶                           | ۴                           | ۱                           | ۱                           | ۱۶                          | ۲                           |                          |
| ۲۰۰۴                     | مقام سوم                 | ۶                        | ۳                        | ۳                        | ۰                        | ۱۴                       | ۸                        | ۶                           | ۵                           | ۰                           | ۱                           | ۱۶                          | ۵                           |                          |
| ۲۰۰۷                     | یک‌ چهارم پایانی          | ۴                        | ۲                        | ۲                        | ۰                        | ۶                        | ۳                        | ۶                           | ۴                           | ۲                           | ۰                           | ۱۲                          | ۲                           |                          |
| ۲۰۱۱                     | یک چهارم پایانی          | ۴                        | ۳                        | ۰                        | ۱                        | ۶                        | ۲                        | ۶                           | ۴                           | ۱                           | ۱                           | ۱۱                          | ۲                           |                          |
| ۲۰۱۵                     | یک چهارم پایانی          | ۴                        | ۳                        | ۱                        | ۰                        | ۷                        | ۳                        | ۶                           | ۵                           | ۱                           | ۰                           | ۱۸                          | ۵                           |                          |
| ۲۰۱۹                     | مقام سوم*                | ۶                        | ۴                        | ۱                        | ۱                        | ۱۲                       | ۳                        | ۸                           | ۶                           | ۲                           | ۰                           | ۲۶                          | ۳                           |                          |
| ۲۰۲۳                     | مقام سوم*                | ۶                        | ۴                        | ۱                        | ۱                        | ۱۲                       | ۷                        | ۸                           | ۶                           | ۰                           | ۲                           | ۳۴                          | ۴                           |                          |
| ۲۰۲۷                     | برگزار نشده              | ۰                        | ۰                        | ۰                        | ۰                        | ۰                        | ۰                        | ۶                           | ۴                           | ۲                           | ۰                           | ۱۶                          | ۴                           |                          |
| مجموع                    | ۱۹/۱۵                    | ۷۴                       | ۴۵                       | ۲۰                       | ۹                        | ۱۴۳                      | ۵۵                       | ۷۶                          | ۵۷                          | ۱۲                          | ۷                           | ۲۲۶                         | ۴۱                          |                          |

۱- خط قرمز رنگ نشان می‌دهد که تیم میزبان مسابقات بوده‌ است.
۲- مساوی‌ها شامل بازی‌هایی که به ضربات پنالتی کشیده شده‌اند نیز می‌شوند.
* در این دوره رقابت رده‌بندی برای مقام سوم برگزار نشد و بر پایۀ عملکرد دو تیم حذف‌شده در مرحلۀ نیمه‌نهایی، تیم سوم انتخاب شد.

### تقابل‌ها
تا پایان بازی با قطر در سال ۲۰۲۳، تیم ایران ۷۴ بار برابر ۲۸ تیم مختلف به شرح زیر بازی کرده‌است:
1. کره جنوبی، چین، عراق ۷ بار
2. امارات ۶ بار
3. ژاپن ۵ بار
4. عربستان، کره شمالی، کویت، تایلند ۴ بار
5. قطر ۳ بار
6. هنگ کنگ، کامبوج، عمان، بحرین، سوریه ۲ بار
7. میانمار، اسراییل، تایوان، لبنان، یمن جنوبی، بنگلادش، هند، سنگاپور، مالزی، ازبکستان، یمن، ویتنام، فلسطین ۱ بار

### بهترین و بدترین نتایج

#### بردها
تا پایان مرحله نیمه نهایی ۲۰۲۳:
در کل تا به حال ۴۵ بازی از ۷۴ بازی را برده است (برد در پنالتی ها مساوی در نظر گرفته می شود و در فهرست زیر نیست):
- ایران ۸ – ۰ یمن جنوبی (۱۹۷۶)
- ایران ۷ – ۰ بنگلادش (۱۹۸۰)
- ایران ۵ – ۰ یمن (۲۰۱۹)
- ایران ۶ – ۲ کره جنوبی (۱۹۹۶)
- ایران ۴ – ۰ تایوان (۱۹۶۸)
- ایران ۴ – ۰ لبنان (۲۰۰۰)
- ایران ۴ – ۱ فلسطین (۲۰۲۳)
- ایران ۳ – ۰ عراق (۱۹۷۲)
- ایران ۳ – ۰ کره شمالی (۱۹۸۰)
- ایران ۳ – ۰ امارات (۱۹۸۴)
- ایران ۳ – ۰ عربستان (۱۹۹۶)
- ایران ۳ – ۰ تایلند (۲۰۰۴)
- ایران ۳ – ۰ امارات (۲۰۱۱)
- ایران ۳ – ۰ چین (۲۰۱۹)
- ایران ۴ – ۲ بحرین (۲۰۰۴)
- ایران ۳ – ۱ میانمار (۱۹۶۸)
- ایران ۳ – ۱ تایلند (۱۹۹۶)
- ایران ۲ – ۰ سایر تیم ها - ۱۰ بار
- ۱۸ برد با یک اختلاف گل (۴–۳، ۳–۲، ۲–۱، ۱–۰)

#### باخت‌ها
تا پایان مرحله نیمه نهایی ۲۰۲۳:
در کل تا به حال ۹ بازی از ۷۴ بازی را باخته است (باخت در پنالتی ها مساوی در نظر گرفته می شود و در فهرست زیر نیست):
- ایران ۰ – ۳ کره جنوبی (۱۹۸۸) (با توجه به مسجل شدن صعود ایران به نیمه نهایی نفرات دوم ایران در این بازی حضور داشتند و باخت مصلحتی بود چون سرمربی تیم عقیده داشت بازی با عربستان در نیمه نهایی ساده تر است).
- ایران ۰ – ۳ ژاپن (۲۰۱۹)
- ایران ۲ – ۳ قطر (۲۰۲۳)
- ایران ۱ – ۲ کویت (۱۹۸۰)
- ایران ۱ – ۲ عراق (۱۹۹۶)
- ایران ۱ – ۲ کره جنوبی (۲۰۰۰) در وقت اضافه
- ایران ۰ – ۱ عربستان (۱۹۸۸)
- ایران ۰ – ۱ کره جنوبی (۲۰۱۱) در وقت اضافه
- ایران ۰ – ۱ ژاپن (۱۹۹۲)

۳ بار به کره جنوبی، ۲ بار به ژاپن، و ۱ بار به عراق ، عربستان ، کویت و قطر باخته است.

##### رکورد نباختن در دور گروهی
در دور گروهی ایران فقط سه بار باخته است و از این لحاظ رکورددار نباختن در دور گروهی است و از باخت به عراق در ۱۹۹۶ تا پایان دور گروهی ۲۰۲۳ در ۲۳ بازی دور گروهی (شامل ۱۸ برد و ۵ مساوی) شکست نخورده است.
- ایران ۰ – ۳ کره جنوبی (۱۹۸۸)
- ایران ۰ – ۱ ژاپن (۱۹۹۲)
- ایران ۱ – ۲ عراق (۱۹۹۶)

#### مساوی ها
تا پایان مرحله نیمه نهایی ۲۰۲۳:
در کل تا به حال ۲۰ بازی (شامل ۹ بازی که به ضربات پنالتی کشیده است) از ۷۴ بازی را مساوی کرده است (باخت و برد در پنالتی ها مساوی در نظر گرفته می شود و در فهرست زیر هم هست):
- ایران ۳ – ۳ ، ۱ بار (مقابل عراق ۲۰۱۵)
- ایران ۲ – ۲ سایر تیم ها - ۳ بار
- ایران ۱ – ۱ سایر تیم ها - ۷ بار
- ایران ۰ – ۰ سایر تیم ها - ۹ بار

### وقت اضافه و ضربات پنالتی
تا پایان مرحله نیمه نهایی سال ۲۰۲۳، در مجموع ۱۳ بازی ایران به وقت اضافی رفته است که نتیجه ۴ بازی در وقت اضافی تعیین شده (۲ برد و ۲ باخت) و ۹ بازی به ضربات پنالتی (۳ برد و ۶ باخت) کشیده است. هر بازی که در وقت اضافی به پایان برسد برد و باخت آن محسوب می شود و بازی هایی که به پنالتی می رسد مساوی در نظر گرفته می شود.

#### وقت اضافه
۴ بار نتیجه در وقت اضافی تعیین شده است:
| شماره | جام ملت‌ها            | حریف      | نتیجه |
| ----- | -------------------- | --------- | ----- |
| ۱     | جام ملت‌های آسیا ۱۹۷۲ | کرهٔ جنوبی | ۲ – ۱ |
| ۲     | جام ملت‌های آسیا ۱۹۷۶ | چین       | ۲ – ۰ |
| ۳     | جام ملت‌های آسیا ۲۰۰۰ | کرهٔ جنوبی | ۱ – ۲ |
| ۴     | جام ملت‌های آسیا ۲۰۱۱ | کرهٔ جنوبی | ۰ – ۱ |

#### ضربات پنالتی
۹ بار نتیجه در ضربات پنالتی تعیین شده است و وقت اضافی نتیجه را تعیین نکرده است:
| شماره | جام ملت‌ها            | حریف          | نتیجه |
| ----- | -------------------- | ------------- | ----- |
| ۱     | جام ملت‌های آسیا ۱۹۸۴ | عربستان سعودی | ۴ – ۵ |
| ۲     | جام ملت‌های آسیا ۱۹۸۴ | کویت          | ۳ – ۵ |
| ۳     | جام ملت‌های آسیا ۱۹۸۸ | چین           | ۳ – ۰ |
| ۴     | جام ملت‌های آسیا ۱۹۹۶ | عربستان سعودی | ۳ – ۴ |
| ۵     | جام ملت‌های آسیا ۱۹۹۶ | کویت          | ۳ – ۲ |
| ۶     | جام ملت‌های آسیا ۲۰۰۴ | چین           | ۳ – ۴ |
| ۷     | جام ملت‌های آسیا ۲۰۰۷ | کرهٔ جنوبی     | ۲ – ۴ |
| ۸     | جام ملت‌های آسیا ۲۰۱۵ | عراق          | ۶ – ۷ |
| ۹     | جام ملت‌های آسیا ۲۰۲۳ | سوریه         | ۵ – ۳ |

## ترکیب‌ها و بازی‌ها

#### ۱۹۶۸
| تیم        | بازی | برد | تساوی | باخت | گل‌زده | گل‌خورده | تفاضل‌گل | امتیاز |
| ---------- | ---- | --- | ----- | ---- | ----- | ------- | ------- | ------ |
| ایران      | ۴    | ۴   | ۰     | ۰    | ۱۱    | ۲       | ۹+      | ۸      |
| برمه       | ۴    | ۲   | ۱     | ۱    | ۵     | ۴       | ۱+      | ۵      |
| اسرائیل    | ۴    | ۲   | ۰     | ۲    | ۱۱    | ۵       | ۶+      | ۴      |
| جمهوری چین | ۴    | ۰   | ۲     | ۲    | ۳     | ۱۰      | ۷−      | ۲      |
| هنگ کنگ    | ۴    | ۰   | ۱     | ۳    | ۲     | ۱۱      | ۹−      | ۱      |

| ۲۰ اردیبهشت ۱۳۴۷ گروهی | ایران                  | ۲ – ۰ | هنگ کنگ | ورزشگاه امجدیه، تهران                       |
|                        | بهزادی ۷۰' · جباری ۸۸' | گزارش |         | تماشاگران: ۲۸٬۰۰۰ داور: نورمن بوسول (مالزی) |

| ۲۳ اردیبهشت ۱۳۴۷ گروهی | ایران                                                                       | ۴ – ۰ | جمهوری چین | ورزشگاه امجدیه، تهران                       |
|                        | همایون بهزادی ۳۱' · حسین کلانی ۳۴' · اکبر افتخاری ۵۱' · غلامحسین فرزامی ۵۶' | گزارش |            | تماشاگران: ۳۰٬۰۰۰ داور: الکس جوزف واز (هند) |

| ۲۶ اردیبهشت ۱۳۴۷ گروهی | ایران                                                | ۳ – ۱ | برمه        | ورزشگاه امجدیه، تهران                  |
|                        | حسین کلانی ۲' · اکبر افتخاری ۶۰' · همایون بهزادی ۷۱' | گزارش | آونگ خی ۵۰' | تماشاگران: ۳۰٬۰۰۰ داور: ناتراجان (هند) |

| ۲۹ اردیبهشت ۱۳۴۷ گروهی | ایران                                  | ۲ – ۱ | اسرائیل    | ورزشگاه امجدیه، تهران                       |
|                        | همایون بهزادی ۷۵' · پرویز قلیچ‌خانی ۸۶' | گزارش | اشپیگل ۵۶' | تماشاگران: ۳۰٬۰۰۰ داور: الکس جوزف واز (هند) |

#### ۱۹۷۲
| تیم    | بازی | برد | مساوی | باخت | گل زده | گل خورده | تفاضل گل | امتیاز |
| ------ | ---- | --- | ----- | ---- | ------ | -------- | -------- | ------ |
| ایران  | ۲    | ۲   | ۰     | ۰    | ۶      | ۲        | ۴        | ۴      |
| تایلند | ۲    | ۰   | ۱     | ۱    | ۳      | ۴        | ۱−       | ۱      |
| عراق   | ۲    | ۰   | ۱     | ۱    | ۱      | ۴        | ۳−       | ۱      |

| ۱۷ اردیبهشت ۱۳۵۱ بازی گروه‌بندی | ایران                             | ۲–۰   | جمهوری خمر | ورزشگاه ملی تایلند، بانکوک                     |
| | حسین کلانی ۴۵' · صفر ایرانپاک ۵۱' | گزارش |            | تماشاگران: ۲٬۰۰۰ داور: کیم جو-وونگ (کره جنوبی) |
| یادداشت: در این دوره از جام ملتها شش تیم حاضر قبل از شروع مرحله گروهی دو به دو به دیدار هم رفتند تا با توجه به نتایج این بازیها دو گروه سه تیمی شکل بگیرد |                                   |       |            |                                                |

| ۱۹ اردیبهشت ۱۳۵۱ گروهی | ایران                    | ۳–۰   | عراق | ورزشگاه ملی تایلند، بانکوک                          |
|                        | حسین کلانی ۳۴'، ۷۰'، ۷۸' | گزارش |      | تماشاگران: ۵٬۰۰۰ داور: سیواپالان کاتیراواله (مالزی) |

| ۲۳ اردیبهشت ۱۳۵۱ گروهی | تایلند                      | ۲–۳   | ایران                   | ورزشگاه ملی تایلند، بانکوک              |
|                        | پراپون تانتاریانود ۶۹'، ۷۰' | گزارش | علی جباری ۸۰'، ۸۶'، ۸۸' | تماشاگران: ۲۵٬۰۰۰ داور: ماتولزی (مالزی) |

| ۲۶ اردیبهشت ۱۳۵۱ نیمه‌نهایی | ایران                                 | ۲–۱   | جمهوری خمر    | ورزشگاه ملی تایلند، بانکوک             |
|                            | صفر ایرانپاک ۱۳' · پرویز قلیچ‌خانی ۴۷' | گزارش | دور سوخوم ۱۸' | تماشاگران: ۲٬۰۰۰ داور: ماتولزی (مالزی) |

| ۲۹ اردیبهشت ۱۳۵۱ فینال | ایران                           | ۲–۱ (و.ا.) | کرهٔ جنوبی       | ورزشگاه ملی تایلند، بانکوک                           |
|                        | علی جباری ۴۸' · حسین کلانی ۱۰۸' | گزارش      | پارک لی-چون ۶۵' | تماشاگران: ۱۵٬۰۰۰ داور: سیواپالان کاتیراواله (مالزی) |

#### ۱۹۷۶
| تیم       | امتیاز | بازی | برد | باخت | تساوی | زده | خورده | تفاضل گل |
| --------- | ------ | ---- | --- | ---- | ----- | --- | ----- | -------- |
| ایران     | ۴      | ۲    | ۲   | ۰    | ۰     | ۱۰  | ۰     | ۱۰       |
| عراق      | ۲      | ۲    | ۱   | ۱    | ۰     | ۱   | ۲     | ۱-       |
| یمن جنوبی | ۰      | ۲    | ۰   | ۲    | ۰     | ۰   | ۹     | ۹-       |

#### ۱۹۸۰
| تیم       | امتیاز | بازی | برد | باخت | تساوی | زده | خورده | تفاضل گل |
| --------- | ------ | ---- | --- | ---- | ----- | --- | ----- | -------- |
| ایران     | ۶      | ۴    | ۲   | ۰    | ۲     | ۱۲  | ۴     | ۸        |
| کره شمالی | ۶      | ۴    | ۳   | ۱    | ۰     | ۹   | ۷     | ۲        |
| سوریه     | ۵      | ۴    | ۲   | ۱    | ۱     | ۳   | ۲     | ۱        |
| چین       | ۳      | ۴    | ۱   | ۲    | ۱     | ۹   | ۵     | ۴        |
| بنگلادش   | ۰      | ۴    | ۰   | ۴    | ۰     | ۲   | ۱۷    | ۱۵-      |

| ۲۶ شهریور ۱۳۵۹ گروهی | ایران | ۰ – ۰ | سوریه | ورزشگاه صباح السالم، کویت (شهر) |
|                      |       | گزارش |       | تماشاگران: ۱۵۰۰۰                |

| ۲۹ شهریور ۱۳۵۹ گروهی | ایران                               | ۲ – ۲ | چین                             | ورزشگاه صباح السالم، کویت (شهر) |
|                      | حمید علیدوستی ۳۵' · بهتاش فریبا ۷۰' | گزارش | شن ژیانگفو ۷۴' · ژو یونگلای ۸۹' | تماشاگران: ۱۰۰۰۰                |

| ۳۱ شهریور ۱۳۵۹ گروهی | ایران                                                                    | ۷ – ۰ | بنگلادش | ورزشگاه صباح السالم، کویت (شهر) |
|                      | بهتاش فریبا ۱۱'، ۳۴'، ۸۰'، ۸۲' · حسن روشن ۲۱' · عبدالرضا برزگری ۲۷'، ۸۷' | گزارش |         | تماشاگران: ۲۰۰۰                 |

| ۲ مهر ۱۳۵۹ گروهی | ایران                                                    | ۳ – ۲ | کرهٔ شمالی                             | ورزشگاه صباح السالم، کویت (شهر) |
|                  | حمید علیدوستی ۲۷' · ایرج دانایی‌فرد ۵۷' · بهتاش فریبا ۶۰' | گزارش | هوانگ سانگ-هوی ۶۸' · پاک جونگ-هون ۹۰' | تماشاگران: ۴۰۰۰                 |

| ۶ مهر ۱۳۵۹ نیمه‌نهایی | کویت                             | ۲ – ۱ | ایران         | ورزشگاه صباح السالم، کویت (شهر)         |
|                      | جاسم یعقوب ۶۳' · فیصل الدخیل ۸۵' | گزارش | حسین فرکی ۹۰' | تماشاگران: ۲۰۰۰۰ داور: کوک لی (سنگاپور) |

| ۷ مهر ۱۳۵۹ رده‌بندی | ایران                                | ۳ – ۰ | کرهٔ شمالی | ورزشگاه صباح السالم، کویت (شهر)                   |
|                    | بهتاش فریبا ۴۹' · حسین فرکی ۶۶'، ۷۶' | گزارش |           | تماشاگران: ۲۰۰۰۰ داور: انریکه مندوزا گیلن (مکزیک) |

#### ۱۹۸۴
| تیم               | بازی | برد | مساوی | باخت | گل زده | گل خورده | تفاضل گل | امتیاز |
| ----------------- | ---- | --- | ----- | ---- | ------ | -------- | -------- | ------ |
| چین               | ۴    | ۳   | ۰     | ۱    | ۱۰     | ۲        | ۸        | ۶      |
| ایران             | ۴    | ۲   | ۲     | ۰    | ۶      | ۱        | ۵        | ۶      |
| امارات متحدهٔ عربی | ۴    | ۲   | ۰     | ۲    | ۳      | ۸        | ۵−       | ۴      |
| سنگاپور           | ۴    | ۱   | ۱     | ۲    | ۳      | ۴        | ۱−       | ۳      |
| هند               | ۴    | ۰   | ۱     | ۳    | ۰      | ۷        | ۷−       | ۱      |

| ۱۰ آذر ۱۳۶۳ گروهی | ایران                                                            | ۳ – ۰ | امارات متحدهٔ عربی | ورزشگاه ملی سنگاپور، کالنگ                 |
| ۲۱:۰۰             | حمید علیدوستی ۲۷' · شاهرخ بیانی ۸۵' (پنالتی) · ناصر محمدخانی ۸۷' | گزارش |                   | تماشاگران: ۸۰۰۰ داور: توشیکازو سانو (ژاپن) |

| ۱۲ آذر ۱۳۶۳ گروهی | ایران                               | ۲ – ۰ | چین | ورزشگاه ملی سنگاپور، کالنگ                   |
| ۱۹:۰۰             | ناصر محمدخانی ۵۷' · ضیا عربشاهی ۶۹' | گزارش |     | تماشاگران: ۱۹۰۰۰ داور: جرج کورتنی (انگلستان) |

| ۱۶ آذر ۱۳۶۳ گروهی | ایران | ۰ – ۰ | هند | ورزشگاه ملی سنگاپور، کالنگ                   |
| ۱۹:۰۰             |       | گزارش |     | تماشاگران: ۱۰۰۰۰ داور: کوک گوان کیات (مالزی) |

| ۱۹ آذر ۱۳۶۳ گروهی | سنگاپور        | ۱ – ۱ | ایران                    | ورزشگاه ملی سنگاپور، کالنگ |
| ۱۹:۰۰             | رازعلی سعد ۶۱' | گزارش | شاهرخ بیانی ۵۵' (پنالتی) | داور: ابووحید شنبه (عمان)  |

| ۲۲ آذر ۱۳۶۳ نیمه‌نهایی                                                  | ایران           | ۱ – ۱ (۴ – ۵ پنالتی)                                                        | عربستان سعودی              | ورزشگاه ملی سنگاپور، کالنگ                   |
| ۲۰:۰۰                                                                  | شاهرخ بیانی ۴۳' | گزارش                                                                       | شاهین بیانی ۸۸' (گل‌به‌خودی) | تماشاگران: ۲۰۰۰۰ داور: جرج کورتنی (انگلستان) |
|                                                                        | ضربات پنالتی    |                                                                             |                            |                                              |
| اصغر حاجیلو · جعفر مختاری فر · حمید درخشان · محمد پنجعلی · شاهرخ بیانی |                 | ماجد عبدالله · محمد عبدالجواد · صالح النعیمه · محیسن الجمعان · فهد المصیبیح |                            |                                              |

| ۲۵ آذر ۱۳۶۳ رده‌بندی                                   | ایران             | ۱ – ۱ (۳ – ۵ پنالتی)                                                | کویت            | ورزشگاه ملی سنگاپور، کالنگ                          |
| ۱۸:۰۰                                                 | ناصر محمدخانی ۸۰' | گزارش                                                               | موید الحداد ۲۶' | تماشاگران: ۲۶۰۰۰ داور: آنتونیو مارکز رامیرز (مکزیک) |
|                                                       | ضربات پنالتی      |                                                                     |                 |                                                     |
| اصغر حاجیلو · حمید درخشان · رضا احدی · جعفر مختاری فر |                   | فیصل الدخیل · یوسف السوید · محبوب جمعه · ولید الجاسم · جمال القبندی |                 |                                                     |

#### ۱۹۸۸
| تیم               | امتیاز | بازی | برد | مساوی | باخت | گل زده | گل خورده | تفاضل گل |
| ----------------- | ------ | ---- | --- | ----- | ---- | ------ | -------- | -------- |
| کرهٔ جنوبی         | ۸      | ۴    | ۴   | ۰     | ۰    | ۹      | ۲        | ۷        |
| ایران             | ۵      | ۴    | ۲   | ۱     | ۱    | ۳      | ۳        | ۰        |
| قطر               | ۴      | ۴    | ۲   | ۰     | ۲    | ۷      | ۶        | ۱        |
| امارات متحدهٔ عربی | ۲      | ۴    | ۱   | ۰     | ۳    | ۲      | ۴        | ۲−       |
| ژاپن              | ۱      | ۴    | ۰   | ۱     | ۳    | ۰      | ۶        | ۶−       |

| ۱۱ آذر ۱۳۶۷ گروهی | قطر | ۰ – ۲ | ایران                         | ورزشگاه الاهلی قطر، دوحه                    |
| ۱۶:۰۰             |     | گزارش | کریم باوی ۶' · فرشاد پیوس ۸۹' | تماشاگران: ۲۰٬۰۰۰ داور: میشل وتروت (فرانسه) |

| ۱۳ آذر ۱۳۶۷ گروهی | ایران | ۰ – ۰ | ژاپن | ورزشگاه سحیم بن حمد، دوحه                   |
| ۱۵:۰۰             |       | گزارش |      | تماشاگران: ۴٬۰۰۰ داور: ساموئل چان (هنگ کنگ) |

| ۱۷ آذر ۱۳۶۷ گروهی | ایران          | ۱ – ۰ | امارات متحدهٔ عربی | ورزشگاه سحیم بن حمد، دوحه                    |
| ۱۳:۰۰             | فرشاد پیوس ۲۷' | گزارش |                   | تماشاگران: ۴٬۰۰۰ داور: استیون اوونیس (مالزی) |

| ۲۰ آذر ۱۳۶۷ گروهی | ایران | ۰ – ۳ | کرهٔ جنوبی                                   | ورزشگاه الاهلی قطر، دوحه                   |
| ۱۷:۰۰             |       | گزارش | بیون بیونگ-جو ۲۶'، ۵۷' · هوانگ سان-هونگ ۴۲' | تماشاگران: ۵٬۰۰۰ داور: ناجی الجوینی (تونس) |

| ۲۴ آذر ۱۳۶۷ نیمه‌نهایی | ایران | ۰ – ۱ | عربستان سعودی    | ورزشگاه سحیم بن حمد، دوحه                     |
| ۱۶:۰۰                 |       | گزارش | ماجد عبدالله ۱۶' | تماشاگران: ۱۷٬۰۰۰ داور: جرج کورتنی (انگلستان) |

| ۲۶ آذر ۱۳۶۷ رده‌بندی                             | ایران        | ۰ – ۰ (۳ – ۰ پنالتی)              | چین | ورزشگاه الاهلی قطر، دوحه               |
| ۱۶:۰۰                                           |              | گزارش                             |     | تماشاگران: ۲٬۰۰۰ داور: احمد باش (اردن) |
|                                                 | ضربات پنالتی |                                   |     |                                        |
| مجتبی محرمی · محمدحسن انصاری‌فرد · سیروس قایقران |              | دوان جو · وانگ بواشان · وو ونبینگ |     |                                        |

#### ۱۹۹۲
| رتبه | تیم               | بازی | برد | تساوی | باخت | گل‌زده | گل‌خورده | تفاضل‌ گل‌ | امتیاز | صلاحیت             |
| ---- | ----------------- | ---- | --- | ----- | ---- | ----- | ------- | -------- | ------ | ------------------ |
| ۱    | ژاپن (H)          | ۳    | ۱   | ۲     | ۰    | ۲     | ۱       | +۱       | ۴      | صعود به مرحله حذفی |
| ۲    | امارات متحدهٔ عربی | ۳    | ۱   | ۲     | ۰    | ۲     | ۱       | +۱       | ۴      | صعود به مرحله حذفی |
| ۳    | ایران             | ۳    | ۱   | ۱     | ۱    | ۲     | ۱       | +۱       | ۳      |                    |
| ۴    | کرهٔ شمالی         | ۳    | ۰   | ۱     | ۲    | ۲     | ۵       | −۳       | ۱      |                    |

| ۸ آبان ۱۳۷۱ گروهی | ایران                              | ۲ – ۰ | کرهٔ شمالی | ورزشگاه بینگو، اونومیچی                           |
| ۱۷:۰۰             | فرشاد پیوس ۳۰' · سیروس قایقران ۸۰' | گزارش |           | تماشاگران: ۸٬۰۰۰ داور: عمر المهنا (عربستان سعودی) |

| ۱۰ آبان ۱۳۷۱ گروهی | ایران | ۰ – ۰ | امارات متحدهٔ عربی | ورزشگاه بیگ آرچ هیروشیما، هیروشیما          |
| ۱۲:۰۰              |       | گزارش |                   | تماشاگران: ۲۵٬۰۰۰ داور: جمال الشریف (سوریه) |

| ۱۲ آبان ۱۳۷۱ گروهی | ژاپن               | ۱ – ۰ | ایران | ورزشگاه بیگ آرچ هیروشیما، هیروشیما          |
| ۱۴:۰۰              | کازویوشی میورا ۸۷' | گزارش |       | تماشاگران: ۳۷٬۰۰۰ داور: جمال الشریف (سوریه) |

#### ۱۹۹۶
| تیم           | امتیاز | بازی | برد | باخت | تساوی | زده | خورده | تفاضل گل |
| ------------- | ------ | ---- | --- | ---- | ----- | --- | ----- | -------- |
| ایران         | ۶      | ۳    | ۲   | ۱    | ۰     | ۷   | ۳     | ۴        |
| عربستان سعودی | ۶      | ۳    | ۲   | ۱    | ۰     | ۷   | ۳     | ۴        |
| عراق          | ۶      | ۳    | ۲   | ۱    | ۰     | ۶   | ۳     | ۳        |
| تایلند        | ۰      | ۳    | ۰   | ۳    | ۰     | ۲   | ۱۳    | ۱۱-      |

| ۱۵ آذر ۱۳۷۵ گروهی | ایران                 | ۱ – ۲ | عراق                          | ورزشگاه آل مکتوم، دبی                         |
| ۱۹:۰۰             | علی دایی ۹۰' (پنالتی) | گزارش | حسام فوزی ۳۷' · خالد صبار ۶۹' | تماشاگران: ۱۵۰۰۰ داور: ماسایوشی اوکادا (ژاپن) |

| ۱۸ آذر ۱۳۷۵ گروهی | ایران                                               | ۳ – ۱ | تایلند                | ورزشگاه آل مکتوم، دبی                |
| ۱۹:۰۰             | نعیم سعداوی ۳۸' · مهرداد میناوند ۵۴' · علی دایی ۷۰' | گزارش | کیاتیسوک سناموانگ ۸۰' | تماشاگران: ۱۲٬۰۰۰ داور: لو جون (چین) |

| ۲۱ آذر ۱۳۷۵ گروهی | ایران                                            | ۳ – ۰ | عربستان سعودی | ورزشگاه آل مکتوم، دبی                          |
| ۱۶:۴۵             | علی دایی ۱۲' · کریم باقری ۳۷' · خداداد عزیزی ۴۷' | گزارش |               | تماشاگران: ۱۲٬۰۰۰ داور: ماسایوشی اوکادا (ژاپن) |

| ۲۶ آذر ۱۳۷۵ یک چهارم نهایی | ایران                                                                    | ۶ – ۲ | کرهٔ جنوبی                          | ورزشگاه آل مکتوم، دبی                      |
| ۱۶:۴۵                      | کریم باقری ۳۱' · خداداد عزیزی ۵۲' · علی دایی ۶۶'، ۷۶'، ۸۳'، ۸۹' (پنالتی) | گزارش | کیم دو-هون ۱۱' · شین تائه-یونگ ۳۵' | تماشاگران: ۱۹۰۰۰ داور: جمال الشریف (سوریه) |

| ۲۹ آذر ۱۳۷۵ نیمه‌نهایی                                                             | ایران        | ۰ – ۰ (۳–۴ پنالتی)                                                                              | عربستان سعودی | ورزشگاه شهری زاید، ابوظبی                  |
| ۱۹:۳۰                                                                             |              | گزارش                                                                                           |               | تماشاگران: ۳۵٬۰۰۰ داور: جمال الغندور (مصر) |
|                                                                                   | ضربات پنالتی |                                                                                                 |               |                                            |
| علی دایی · افشین پیروانی · داریوش یزدانی · حمید استیلی · کریم باقری · محمد خاکپور |              | خالد التیماوی · حسین عبدالغنی · عبدالله زبرماوی · خالد المولد · ابراهیم الحربی · احمد جمیل مدنی |               |                                            |

| ۱ دی ۱۳۷۵ رده‌بندی                                      | ایران        | ۱ – ۱ (۳–۲ پنالتی)                                                       | کویت             | ورزشگاه شهری زاید، ابوظبی                       |
| ۱۶:۴۵                                                  | علی دایی ۴۰' | گزارش                                                                    | جاسم الهویدی ۱۵' | تماشاگران: ۶۰٬۰۰۰ داور: کیم یونگ-جو (کره جنوبی) |
|                                                        | ضربات پنالتی |                                                                          |                  |                                                 |
| مجتبی محرمی · حمید استیلی · افشین پیروانی · کریم باقری |              | بدر حاجی · بشار عبدالله · سامی اللنقاوی · جمال عبدالرحمان · جاسم الهویدی |                  |                                                 |

#### ۲۰۰۰
| تیم    | امتیاز | بازی | برد | مساوی | باخت | گل زده | گل خورده | تفاضل گل |
| ------ | ------ | ---- | --- | ----- | ---- | ------ | -------- | -------- |
| ایران  | ۷      | ۳    | ۲   | ۱     | ۰    | ۶      | ۱        | ۵        |
| عراق   | ۴      | ۳    | ۱   | ۱     | ۱    | ۴      | ۳        | ۱        |
| تایلند | ۲      | ۳    | ۰   | ۲     | ۱    | ۲      | ۴        | ۲−       |
| لبنان  | ۲      | ۳    | ۰   | ۲     | ۱    | ۳      | ۷        | ۴−       |

| ۲۱ مهر ۱۳۷۹ گروهی | لبنان | ۰ – ۴ | ایران                                                  | ورزشگاه کمیل شمعون، بیروت            |
| ۲۰:۴۵             |       | گزارش | کریم باقری ۱۹' · حمید استیلی ۷۵'، ۸۷' · علی دایی ۹۰+۱' | تماشاگران: ۵۲٬۴۱۸ داور: لو جون (چین) |

| ۲۴ مهر ۱۳۷۹ گروهی | ایران        | ۱ – ۱ | تایلند               | ورزشگاه کمیل شمعون، بیروت               |
| ۱۷:۰۰             | علی دایی ۷۳' | گزارش | سکسان پیتوراتانا ۱۲' | تماشاگران: ۱۰٬۰۰۰ داور: سعد کمیل (کویت) |

| ۲۷ مهر ۱۳۷۹ گروهی | ایران        | ۱ – ۰ | عراق | ورزشگاه بین‌المللی صیدا، صیدا                      |
| ۱۹:۳۰             | علی دایی ۷۷' | گزارش |      | تماشاگران: ۸٬۵۸۲ داور: عمر المهنا (عربستان سعودی) |

| ۲ آبان ۱۳۷۹ یک چهارم نهایی | ایران          | ۱ – ۲ (و.ا.) | کرهٔ جنوبی                          | ورزشگاه بین‌المللی المپیک، طرابلس          |
| ۱۶:۴۵                      | کریم باقری ۷۱' | گزارش        | کیم سانگ سیک ۹۰' · لی دونگ-گوک '۹۹ | تماشاگران: ۵۰۰۰ داور: علی بوجسیم (امارات) |

#### ۲۰۰۴
| تیم    | امتیاز | بازی | برد | تساوی | باخت | گل زده | گل خورده | تفاضل گل |
| ------ | ------ | ---- | --- | ----- | ---- | ------ | -------- | -------- |
| ژاپن   | ۷      | ۳    | ۲   | ۱     | ۰    | ۵      | ۱        | ۴        |
| ایران  | ۵      | ۳    | ۱   | ۲     | ۰    | ۵      | ۲        | ۳        |
| عمان   | ۴      | ۳    | ۱   | ۱     | ۱    | ۴      | ۳        | ۱        |
| تایلند | ۰      | ۳    | ۰   | ۰     | ۳    | ۱      | ۹        | ۸−       |

| ۳۰ تیر ۱۳۸۳ گروهی | ایران                                                        | ۳ – ۰ | تایلند | مرکز ورزش‌های المپیک چونگ‌کینگ، چونگ‌کینگ    |
| ۲۰:۳۰             | غلامرضا عنایتی ۷۱' · جواد نکونام ۸۰' · علی دایی ۸۶' (پنالتی) | گزارش |        | تماشاگران: ۳۷٬۰۰۰ داور: محمد کوسا (سوریه) |

| ۳ مرداد ۱۳۸۳ گروهی | ایران                            | ۲ – ۲ | عمان                  | مرکز ورزش‌های المپیک چونگ‌کینگ، چونگ‌کینگ             |
| ۱۸:۰۰              | علی کریمی ۶۱' · محمد نصرتی ۴+۹۰' | گزارش | عماد الحوسنی ۳۱'، ۴۰' | تماشاگران: ۳۵٬۰۰۰ داور: عبدالرحمان الدلاور (بحرین) |

| ۷ مرداد ۱۳۸۳ گروهی | ایران | ۰ – ۰ | ژاپن | مرکز ورزش‌های المپیک چونگ‌کینگ، چونگ‌کینگ       |
| ۱۸:۱۵              |       | گزارش |      | تماشاگران: ۵۲٬۰۰۰ داور: مارک شیلد (استرالیا) |

| ۱۰ مرداد ۱۳۸۳ یک چهارم نهایی | ایران                                                  | ۴ – ۳ | کرهٔ جنوبی                                            | ورزشگاه شاندونگ، جینان                  |
| ۲۱:۰۰                        | علی کریمی ۱۰'، ۲۰'، ۷۷' · پارک جین-سئوپ ۵۱' (گل‌به‌خودی) | گزارش | سئول کی هیون ۱۶' · لی دونگ-گوک ۲۵' · کیم نام آیل ۶۸' | تماشاگران: ۲۰٬۰۰۰ داور: سعد کمیل (کویت) |

| ۱۳ مرداد ۱۳۸۳ نیمه‌نهایی                                    | چین            | ۱ – ۱ (۴ – ۳ پنالتی)                                                 | ایران         | ورزشگاه کارگران پکن، پکن                 |
|                                                            | شائو جیایی ۱۸' | گزارش                                                                | محمد علوی ۳۸' | تماشاگران: ۵۵٬۰۰۰ داور: طلعت نجم (لبنان) |
|                                                            | ضربات پنالتی   |                                                                      |               |                                          |
| ژنگ ژی · ژائو جونژه · لی ژیائوپنگ · سان ژیانگ · شائو جیایی |                | علی دایی · مهدی مهدوی‌کیا · جواد نکونام · ایمان مبعلی · یحیی گل محمدی |               |                                          |

| ۱۰ مرداد ۱۳۸۳ رده‌بندی | ایران                                                       | ۴ – ۲ | بحرین                               | ورزشگاه کارگران پکن، پکن                       |
| ۲۰:۰۰                 | جواد نکونام ۹' · علی کریمی ۵۲' · علی دایی ۸۰' (پنالتی)، ۹۰' | گزارش | طلال یوسف ۴۸' · صالح احمد فرحان ۵۷' | تماشاگران: ۱۰٬۰۰۰ داور: فرید المرزوقی (امارات) |

#### ۲۰۰۷
| تیم      | امتیاز | بازی | برد | مساوی | باخت | زده | خورده | تفاضل گل |
| -------- | ------ | ---- | --- | ----- | ---- | --- | ----- | -------- |
| ایران    | ۷      | ۳    | ۲   | ۱     | ۰    | ۶   | ۳     | ۳        |
| ازبکستان | ۶      | ۳    | ۲   | ۰     | ۱    | ۹   | ۲     | ۷        |
| چین      | ۴      | ۳    | ۱   | ۱     | ۱    | ۷   | ۶     | ۱        |
| مالزی    | ۰      | ۳    | ۰   | ۰     | ۳    | ۱   | ۱۲    | ۱۱-      |

| ۲۰ تیر ۱۳۸۶ گروهی | ایران                             | ۲ – ۱ | ازبکستان                   | ورزشگاه ملی بوکیت جلیل، کوآلالامپور   |
| ۱۸:۲۰             | جلال حسینی ۵۵' · جواد کاظمیان ۷۸' | گزارش | رحمان رضایی ۱۶' (گل‌به‌خودی) | تماشاگران: ۱۸۰۳ داور: سعد کمیل (کویت) |

| ۲۴ تیر ۱۳۸۶ گروهی | ایران                               | ۲ – ۲ | چین                          | ورزشگاه ملی بوکیت جلیل، کوآلالامپور         |
| ۱۸:۲۰             | فریدون زندی ۴۵+۱' · جواد نکونام ۷۶' | گزارش | شائو جیایی ۵' · ژیانگینک ۳۶' | تماشاگران: ۵۹۳۸ داور: خلیل الغمدی (عربستان) |

| ۲۷ تیر ۱۳۸۶ گروهی | مالزی | ۰ – ۲ | ایران                                            | ورزشگاه ملی بوکیت جلیل، کوآلالامپور      |
| ۲۰:۳۵             |       | گزارش | جواد نکونام ۲۵' (پنالتی) · آندرانیک تیموریان ۷۰' | تماشاگران: ۴۵۲۰ داور: محسن باسما (سوریه) |

| ۳۱ تیر ۱۳۸۶ یک چهارم نهایی                                | ایران        | ۰ – ۰ (۲ – ۴ پنالتی)                                             | کرهٔ جنوبی | ورزشگاه ملی بوکیت جلیل، کوآلالامپور          |
| ۱۸:۱۵                                                     |              | گزارش                                                            |           | تماشاگران: ۸٬۶۲۹ داور: علی البدواوی (امارات) |
|                                                           | ضربات پنالتی |                                                                  |           |                                              |
| فریدون زندی · مهدی مهدوی‌کیا · غلام‌رضا عنایتی · رسول خطیبی |              | لی چان سو · کیم سانگ سیک · کیم دو هیون · کو جی جین · کیم جونگ وو |           |                                              |

#### ۲۰۱۱
| تیم               | بازی | برد | مساوی | باخت | گل‌زده | گل‌خورده | تفاضل | امتیاز |
| ----------------- | ---- | --- | ----- | ---- | ----- | ------- | ----- | ------ |
| ایران             | ۳    | ۳   | ۰     | ۰    | ۶     | ۱       | ۵+    | ۹      |
| عراق              | ۳    | ۲   | ۰     | ۱    | ۳     | ۲       | ۱+    | ۶      |
| کرهٔ شمالی         | ۳    | ۰   | ۱     | ۲    | ۰     | ۲       | ۲−    | ۱      |
| امارات متحدهٔ عربی | ۳    | ۰   | ۱     | ۲    | ۰     | ۴       | ۴−    | ۱      |

| ۲۱ دی ۱۳۸۹ گروهی | ایران                               | ۲ – ۱ | عراق           | ورزشگاه احمد بن علی، الریان                     |
| ۱۹:۱۵            | غلامرضا رضایی ۴۲' · ایمان مبعلی ۸۴' | گزارش | یونس محمود ۱۳' | تماشاگران: ۱۰۴۷۸ داور: روشن ایرماتوف (ازبکستان) |

| ۲۵ دی ۱۳۸۹ گروهی | ایران              | ۱ – ۰ | کرهٔ شمالی | ورزشگاه سحیم بن حمد، دوحه                  |
| ۱۹:۱۵            | کریم انصاری‌فرد ۶۳' | گزارش |           | تماشاگران: ۳۶۳۹ داور: نواف شکرالله (بحرین) |

| ۲۹ دی ۱۳۸۹ گروهی | ایران                                                        | ۳ – ۰ | امارات متحدهٔ عربی | ورزشگاه سحیم بن حمد، دوحه                       |
| ۱۶:۱۵            | آرش افشین ۷۰' · محمد نوری ۸۳' · ولید عباس ۳+۹۰' (گل به خودی) | گزارش |                   | تماشاگران: ۶۴۸۸ داور: سابخیدین محد صالح (مالزی) |

| ۲ بهمن ۱۳۸۹ یک چهارم نهایی | ایران | ۰ – ۱ (و.ا.) | کرهٔ جنوبی         | ورزشگاه سحیم بن حمد، دوحه                      |
| ۱۹:۲۵                      |       | گزارش        | یون بیت-گرام ۱۰۵' | تماشاگران: ۷۱۱۱ داور: روشن ایرماتوف (ازبکستان) |

#### ۲۰۱۵
| تیم               | بازی | برد | مساوی | باخت | گل‌زده | گل‌خورده | تفاضل‌گل | امتیاز |
| ----------------- | ---- | --- | ----- | ---- | ----- | ------- | ------- | ------ |
| ایران             | ۳    | ۳   | ۰     | ۰    | ۴     | ۰       | ۴       | ۹      |
| امارات متحدهٔ عربی | ۳    | ۲   | ۰     | ۱    | ۶     | ۳       | ۳       | ۶      |
| بحرین             | ۳    | ۱   | ۰     | ۲    | ۳     | ۵       | ۲–      | ۳      |
| قطر               | ۳    | ۰   | ۰     | ۳    | ۲     | ۷       | ۵–      | ۰      |

| ۲۱ دی ۱۳۹۳ گروهی | ایران                              | ۲ – ۰ | بحرین | ورزشگاه کانبرا، کانبرا                            |
| ۱۲:۳۰            | احسان حاج‌صفی ۳۵' · مسعود شجاعی ۷۲' | گزارش |       | تماشاگران: ۱۷۷۱۲ داور: کیم جونگ-هیئوک (کره جنوبی) |

| ۲۵ دی ۱۳۹۳ گروهی | ایران           | ۱ – ۰ | قطر | ورزشگاه استرالیا، سیدنی                         |
| ۱۲:۳۰            | سردار آزمون ۵۳' | گزارش |     | تماشاگران: ۲۲۶۷۲ داور: روشن ایرماتوف (ازبکستان) |

| ۲۹ دی ۱۳۹۳ گروهی | ایران              | ۱ – ۰ | امارات متحدهٔ عربی | ورزشگاه سانکورپ، بریزبن                  |
| ۱۲:۳۰            | رضا قوچان نژاد ۹۰' | گزارش |                   | تماشاگران: ۱۱۳۹۴ داور: ریوجی ساتو (ژاپن) |

| ۳ بهمن ۱۳۹۳ یک چهارم نهایی | ایران                                                          | ۳ – ۳ (۶–۷ پنالتی)                                                                                                  | عراق                                                              | ورزشگاه کانبرا، کانبرا                       |
| ۱۰:۰۰ | سردار آزمون ۲۴' · مرتضی پورعلی گنجی ۱۰۳' · رضا قوچان نژاد ۱۱۹' | گزارش | احمد یاسین غنی ۵۶' · یونس محمود ۹۳' · ضرغام اسماعیل ۱۱۶' (پنالتی) | تماشاگران: ۱۸۹۲۱ داور: بن ویلیامز (استرالیا) |
| | ضربات پنالتی                                                   | |                                                                   |                                              |
| احسان حاج صفی · مرتضی پورعلی گنجی · جواد نکونام · سید جلال حسینی · وریا غفوری · علیرضا جهانبخش · آندرانیک تیموریان · وحید امیری |                                                                | سعد عبدالامیر · ولید سالم اللامی · ضرغام اسماعیل · علی عدنان کاظم · یونس محمود · یاسر قاسم · مروان حسین · سلام شاکر |                                                                   |                                              |

#### ۲۰۱۹
| رتبه | تیم    | بازی | ب | م | ش | گ‌ز | گ‌خ | ت   | ام |
| ---- | ------ | ---- | - | - | - | -- | -- | --- | -- |
| ۱    | ایران  | ۳    | ۲ | ۱ | ۰ | ۷  | ۰  | ۷+  | ۷  |
| ۲    | عراق   | ۳    | ۲ | ۱ | ۰ | ۶  | ۲  | ۴+  | ۷  |
| ۳    | ویتنام | ۳    | ۱ | ۰ | ۲ | ۴  | ۵  | ۱–  | ۳  |
| ۴    | یمن    | ۳    | ۰ | ۰ | ۳ | ۰  | ۱۰ | ۱۰– | ۰  |

| ۱۷ دی ۱۳۹۷ گروهی | ایران                                                                                        | ۵ – ۰ | یمن                                                                                   | ورزشگاه محمد بن زاید ابوظبی             |
| ۱۹:۳۰            | مهدی طارمی ۱۲'، ۲۵' · اشکان دژاگه ۲۳' · رامین رضاییان '۳۹ · سردار آزمون ۵۳' · سامان قدوس ۷۸' | گزارش | عبدالواسع المطاری '۷۷ احمد علی الحیفی '۸۱ محمد ابدو رابو الرداعی '۸۱ علائدین مهدی '۹۰ | تماشاگران: ۵۳۰۱ · داور: ریوجی ساتو ژاپن |

| ۲۲ دی ۱۳۹۷ گروهی | ایران                                                    | ۲ – ۰ | ویتنام                             | ورزشگاه آل نهیان ابوظبی        |
| ۱۴:۳۰            | مهدی طارمی '۱۸ · سردار آزمون ۳۸'، ۶۹' · احسان حاج‌صفی '۷۵ | گزارش | دوآن وان هائو '۴۶ مان دو دای '۱+۹۰ | داور: محمد تقی الجعفری سنگاپور |

| ۲۶ دی ۱۳۹۷ گروهی | ایران              | ۰ – ۰ | عراق                            | دبی، امارات                                                                      |
| ۱۹:۳۰            | قدوس '۳۹ امیری '۶۸ | گزارش | عطوان '۳۴ ابراهیم '۷۸ عدنان '۸۲ | ورزشگاه: ورزشگاه مکتوم بن راشد · تماشاگران: ۱۵۰۱۸ · داور: روشن ایرماتوف ازبکستان |

| ۳۰ دی ۱۳۹۷ یک هشتم نهایی | ایران                                                                          | ۲ – ۰ | عمان                                     | ابوظبی، امارات                                                           |
| ۲۰:۳۰                    | مجید حسینی '۲ · علیرضا جهانبخش ۳۲' · اشکان دژاگه ۴۱' (پنالتی) · وحید امیری '۶۵ | گزارش | عبدالعزیز مبارک ('۲) · مجید المسالمی '۶۰ | ورزشگاه: محمد بن زاید · تماشاگران: ۳۱۹۴۵ · داور: سزار آرتورو راموس مکزیک |

| ۴ بهمن ۱۳۹۷ یک چهارم نهایی | ایران                                                                      | ۳ – ۰ | چین          | ابوظبی، امارات                                                        |
| ۱۹:۳۰                      | مهدی طارمی ۱۸' · سردار آزمون ۳۱' · مهدی طارمی '۶۷ · کریم انصاری‌فرد ۱+۹۰' · | گزارش | شیائو ژی '۷۸ | ورزشگاه: محمد بن زاید · تماشاگران: ۱۹۵۷۸ · داور: عبدالرحمن الجاسم قطر |

| ۸ بهمن ۱۳۹۷ نیمه‌نهایی | ایران                                              | ۰ – ۳ | ژاپن                                                                                         | العین، امارات                                                                  |
| ۱۷:۳۰                 | وحید امیری '۲۵ امید ابراهیمی '۴۴ سردار آزمون '۴+۹۰ | گزارش | هیروکی ساکای '۴۶ · یویا اوساکو ۵۶'، ۶۷' (پنالتی) · گنکی هاراگوچی ۲+۹۰' · یوتو ناگاتومو '۴+۹۰ | ورزشگاه: ورزشگاه هزاع بن زاید · تماشاگران: ۲۳۲۶۲ · داور: کریستوفر بیس استرالیا |

#### ۲۰۲۳
| رتبه | تیم               | بازی | ب | م | ش | گ‌ز | گ‌خ | ت  | ام |
| ---- | ----------------- | ---- | - | - | - | -- | -- | -- | -- |
| ۱    | ایران             | ۳    | ۳ | ۰ | ۰ | ۷  | ۲  | ۵+ | ۹  |
| ۲    | امارات متحدهٔ عربی | ۳    | ۱ | ۱ | ۱ | ۵  | ۴  | ۱+ | ۴  |
| ۳    | فلسطین            | ۳    | ۱ | ۱ | ۱ | ۵  | ۵  | ۰  | ۴  |
| ۴    | هنگ کنگ           | ۳    | ۰ | ۰ | ۳ | ۱  | ۷  | ۶– | ۰  |

| ۲۴ دی ۱۴۰۲ گروهی | ایران                                                                                                | ۴ – ۱ | فلسطین | ورزشگاه شهر آموزش، الریان                                                    |
| ۲۱:۰۰            | کریم انصاری‌فرد ۲' · شجاع خلیل‌زاده ۱۲' · محمدحسین کنعانی‌زادگان '۱۷ · مهدی قایدی ۳۸' · سردار آزمون ۵۵' | گزارش | مایکل ترمانینی '۱۰ · کامیلو سالدانیا '۴۰ · تامر صیام '۴۲ ۶+۴۵' · زید قنبر '۵۱ · محمد خلیل '۸۰ · محمد صالح '۵+۹۰ | تماشاگران: ۲۷۶۹۱ · داور: عبدالرحمن الجاسم قطر · مرد مسابقه: سامان قدوس ایران |

| ۲۹ دی ۱۴۰۲ گروهی | ایران          | ۱ – ۰ | هنگ کنگ                       | ورزشگاه بین‌المللی خلیفه، الریان                                         |
| ۲۱:۰۰            | مهدی قایدی ۲۴' | گزارش | وو چون مینگ '۳۷ واس نونیز '۴۷ | تماشاگران: ۳۶۴۱۲ · داور: هنا هتاب سوریه · مرد مسابقه: میلاد محمدی ایران |

| ۳ بهمن ۱۴۰۲ گروهی | ایران                                                            | ۲ – ۱ | امارات متحدهٔ عربی                                               | ورزشگاه شهر آموزش، الریان                                                       |
| ۱۸:۳۰             | مهدی طارمی ۲۶'، ۶۵' · صادق محرمی '۴۱ · محمدحسین کنعانی‌زادگان '۶۲ | گزارش | طنحون الزعابی '۵۴ · خالد ابراهیم '۷۲ · یحیی الغسانی ('۶۳) ۳+۹۰' | تماشاگران: ۳۴۲۵۹ · داور: ایلگیز تانتاشف ازبکستان · مرد مسابقه: مهدی طارمی ایران |

| ۱۱ بهمن ۱۴۰۲ یک هشتم نهایی                                                 | ایران                                                                                                  | ۱–۱ (و.ا.) (۵–۳ پنالتی)                          | سوریه                                                        | ورزشگاه عبدالله بن خلیفه، دوحه                                                  |
| ۱۹:۳۰                                                                      | شجاع خلیل‌زاده '۱۶ · علیرضا بیرانوند '۶۲ · سعید عزت‌اللهی '۷۱ · محمد محبی '۷۲ · مهدی طارمی '۷۲ '۸۱ '۱+۹۰ | گزارش                                            | محمود الاسود '۲۴ · عمر خربین ۶۴' (پنالتی) ابراهیم حصار '۸+۹۰ | تماشاگران: ۸۷۲۰ · داور: کیم جونگ-هیئوک کرهٔ جنوبی · مرد مسابقه: احمد مدنیه سوریه |
|                                                                            | ضربات پنالتی                                                                                           |                                                  |                                                              |                                                                                 |
| کریم انصاری‌فرد · رامین رضاییان · امید ابراهیمی · مهدی ترابی · احسان حاج‌صفی | | پابلو صباغ · فهد یوسف · آیهام اوسو · علاء الدالی |                                                              |                                                                                 |

| ۱۴ بهمن ۱۴۰۲ یک چهارم نهایی | ایران                                | ۲–۱   | ژاپن                                                  | ورزشگاه شهر آموزش، الریان                                               |
| ۱۵:۰۰                       | محمد محبی ۵۵' · علیرضا جهانبخش '۶+۹۰ | گزارش | کو ایتاکورا '۲۴ · هیده‌ماسا موریتا ۲۸' · آیاسه یدا '۴۸ | تماشاگران: ۳۵۶۴۰ · داور: ما نینگ چین · مرد مسابقه: علیرضا جهانبخش ایران |

| ۱۸ بهمن ۱۴۰۲ نیمه نهایی | ایران                                                                                         | ۲–۳   | قطر                                                                                       | ورزشگاه الثمامه، دوحه                                                |
| ۱۸:۳۰                   | مهدی ترابی '۱۸ · احسان حاج‌صفی '۲۱ · سردار آزمون ۴' · علیرضا جهانبخش '۵۱ · شجاع خلیل‌زاده '۳+۹۰ | گزارش | ۱۷' جاسم جابر · المهدی علی مختار '۴۰ · ۴۳' اکرم عفیف · احمد فتحی منسی '۵۰ · ۸۲' المعز علی | تماشاگران: ۴۰۳۴۲ · داور: احمد العلی کویت · مرد مسابقه: اکرم عفیف قطر |

## آمار کلی
| #     | تیم       | بازی | برد | مساوی | باخت | گل زده | گل خورده | امتیاز |
| ----- | --------- | ---- | --- | ----- | ---- | ------ | -------- | ------ |
| ۱     | هنگ کنگ   | ۲    | ۲   | –     | –    | ۳      | –        | ۶      |
| ۲     | تایوان    | ۱    | ۱   | –     | –    | ۴      | –        | ۳      |
| ۳     | میانمار   | ۱    | ۱   | –     | –    | ۳      | ۱        | ۳      |
| ۴     | اسرائیل   | ۱    | ۱   | –     | –    | ۲      | ۱        | ۳      |
| ۵     | کامبوج    | ۲    | ۲   | –     | –    | ۴      | ۱        | ۶      |
| ۶     | عراق      | ۷    | ۴   | ۲     | ۱    | ۱۲     | ۶        | ۱۴     |
| ۷     | تایلند    | ۴    | ۳   | ۱     | –    | ۱۰     | ۴        | ۱۰     |
| ۸     | کرهٔ جنوبی | ۷    | ۳   | ۱     | ۳    | ۱۳     | ۱۲       | ۱۰     |
| ۹     | یمن جنوبی | ۱    | ۱   | –     | –    | ۸      | –        | ۳      |
| ۱۰    | چین       | ۷    | ۳   | ۴     | –    | ۱۲     | ۵        | ۱۳     |
| ۱۱    | کویت      | ۴    | ۱   | ۲     | ۱    | ۴      | ۴        | ۵      |
| ۱۲    | سوریه     | ۲    | –   | ۲     | –    | ۱      | ۱        | ۲      |
| ۱۳    | بنگلادش   | ۱    | ۱   | –     | –    | ۷      | –        | ۳      |
| ۱۴    | کرهٔ شمالی | ۴    | ۴   | –     | –    | ۹      | ۲        | ۱۲     |
| ۱۵    | امارات    | ۶    | ۵   | ۱     | –    | ۱۰     | ۱        | ۱۶     |
| ۱۶    | هند       | ۱    | –   | ۱     | –    | –      | –        | ۱      |
| ۱۷    | سنگاپور   | ۱    | –   | ۱     | –    | ۱      | ۱        | ۱      |
| ۱۸    | عربستان   | ۴    | ۱   | ۲     | ۱    | ۴      | ۲        | ۵      |
| ۱۹    | قطر       | ۳    | ۲   | –     | ۱    | ۵      | ۳        | ۶      |
| ۲۰    | ژاپن      | ۵    | ۱   | ۲     | ۲    | ۲      | ۵        | ۵      |
| ۲۱    | لبنان     | ۱    | ۱   | –     | –    | ۴      | –        | ۳      |
| ۲۲    | عمان      | ۲    | ۱   | ۱     | –    | ۴      | ۲        | ۴      |
| ۲۳    | بحرین     | ۲    | ۲   | –     | –    | ۶      | ۲        | ۶      |
| ۲۴    | ازبکستان  | ۱    | ۱   | –     | –    | ۲      | ۱        | ۳      |
| ۲۵    | مالزی     | ۱    | ۱   | –     | –    | ۲      | –        | ۳      |
| ۲۶    | یمن       | ۱    | ۱   | –     | –    | ۵      | –        | ۳      |
| ۲۷    | ویتنام    | ۱    | ۱   | –     | –    | ۲      | –        | ۳      |
| ۲۸    | فلسطین    | ۱    | ۱   | –     | –    | ۴      | ۱        | ۳      |
| مجموع | مجموع     | ۷۴   | ۴۵  | ۲۰    | ۹    | ۱۴۳    | ۵۵       | ۱۵۵    |

## آمار بازیکنان
تا تاریخ ۷ فوریه ۲۰۲۴ (۱۸ بهمن ۱۴۰۲)

### بازی‌ها
| #   | نام                   | بازی | جام ملت‌ها           |
| --- | --------------------- | ---- | ------------------- |
| ۱   | عزیز اصلی             | ۴    | ۱۹۶۸                |
| ۲   | محراب شاهرخی          | ۴    | ۱۹۶۸                |
| ۳   | عبدالله ساعدی         | ۱    | ۱۹۶۸                |
| ۴   | مصطفی عرب             | ۸    | ۱۹۶۸ ۱۹۷۲           |
| ۵   | جعفر کاشانی           | ۸    | ۱۹۶۸ ۱۹۷۲           |
| ۶   | حسن حبیبی             | ۴    | ۱۹۶۸                |
| ۷   | پرویز قلیچ‌خانی        | ۱۲   | ۱۹۶۸ ۱۹۷۲ ۱۹۷۶      |
| ۸   | حمید امینی‌خواه        | ۱    | ۱۹۶۸                |
| ۹   | غلام وفاخواه          | ۱    | ۱۹۶۸                |
| ۱۰  | اصغر شرفی             | ۵    | ۱۹۶۸ ۱۹۷۲           |
| ۱۱  | همایون بهزادی         | ۸    | ۱۹۶۸ ۱۹۷۲           |
| ۱۲  | علی جباری             | ۸    | ۱۹۶۸ ۱۹۷۲           |
| ۱۳  | غلامحسین فرزامی       | ۳    | ۱۹۶۸                |
| ۱۴  | اکبر افتخاری          | ۳    | ۱۹۶۸                |
| ۱۵  | حسین کلانی            | ۸    | ۱۹۶۸ ۱۹۷۲           |
| ۱۶  | فریبرز اسماعیلی       | ۳    | ۱۹۶۸                |
| ۱۷  | ناصر حجازی            | ۹    | ۱۹۷۲ ۱۹۸۰           |
| ۱۸  | ابراهیم آشتیانی       | ۵    | ۱۹۷۲                |
| ۱۹  | اکبر کارگرجم          | ۳    | ۱۹۷۲                |
| ۲۰  | مجید حلوایی           | ۴    | ۱۹۷۲                |
| ۲۱  | جواد قراب             | ۴    | ۱۹۷۲                |
| ۲۲  | غلامحسین مظلومی       | ۸    | ۱۹۷۲ ۱۹۷۶           |
| ۲۳  | صفر ایرانپاک          | ۵    | ۱۹۷۲                |
| ۲۴  | مهدی مناجاتی          | ۴    | ۱۹۷۲                |
| ۲۵  | بهرام مودت            | ۱    | ۱۹۷۲                |
| ۲۶  | کارو حق وردیان        | ۱    | ۱۹۷۲                |
| ۲۷  | منصور رشیدی           | ۴    | ۱۹۷۶                |
| ۲۸  | آندرانیک اسکندریان    | ۴    | ۱۹۷۶                |
| ۲۹  | بیژن ذوالفقارنسب      | ۴    | ۱۹۷۶                |
| ۳۰  | نصرالله عبداللهی      | ۹    | ۱۹۷۶ ۱۹۸۰           |
| ۳۱  | حسن نظری              | ۳    | ۱۹۷۶                |
| ۳۲  | علی پروین             | ۴    | ۱۹۷۶                |
| ۳۳  | ابراهیم قاسم پور      | ۲    | ۱۹۷۶                |
| ۳۴  | ناصر نورایی           | ۴    | ۱۹۷۶                |
| ۳۵  | حسن روشن              | ۷    | ۱۹۷۶ ۱۹۸۰           |
| ۳۶  | علیرضا خورشیدی        | ۴    | ۱۹۷۶                |
| ۳۷  | غفور جهانی            | ۱    | ۱۹۷۶                |
| ۳۸  | گارنیک شه بندری       | ۱    | ۱۹۷۶                |
| ۳۹  | حسن نایب آقا          | ۱    | ۱۹۷۶                |
| ۴۰  | محمد صادقی            | ۱    | ۱۹۷۶                |
| ۴۱  | علیرضا عزیزی          | ۲    | ۱۹۷۶                |
| ۴۲  | هدایت شعارغفاری       | ۲    | ۱۹۸۰                |
| ۴۳  | مهدی دینورزاده        | ۶    | ۱۹۸۰                |
| ۴۴  | حبیب خبیری            | ۶    | ۱۹۸۰                |
| ۴۵  | احمد سنجری            | ۴    | ۱۹۸۰                |
| ۴۶  | حمید علیدوستی         | ۸    | ۱۹۸۰ ۱۹۸۴           |
| ۴۷  | عبدالرضا برزگری       | ۶    | ۱۹۸۰                |
| ۴۸  | ایرج دانایی‌فرد        | ۶    | ۱۹۸۰                |
| ۴۹  | محمود حقیقیان         | ۶    | ۱۹۸۰                |
| ۵۰  | بهتاش فریبا           | ۶    | ۱۹۸۰                |
| ۵۱  | حسین فرکی             | ۴    | ۱۹۸۰                |
| ۵۲  | رضا نعلچگر            | ۴    | ۱۹۸۰                |
| ۵۳  | امیر مرزوقی           | ۲    | ۱۹۸۰                |
| ۵۴  | حمید درخشان           | ۸    | ۱۹۸۰ ۱۹۸۴           |
| ۵۵  | غلامرضا فتح‌آبادی      | ۳    | ۱۹۸۰ ۱۹۸۴           |
| ۵۶  | کریم بوستانی          | ۱    | ۱۹۸۰                |
| ۵۷  | محمد پنجعلی           | ۷    | ۱۹۸۰ ۱۹۸۴           |
| ۵۸  | بهروز سلطانی          | ۶    | ۱۹۸۴                |
| ۵۹  | رحیم میرآخوری         | ۶    | ۱۹۸۴                |
| ۶۰  | اصغر حاجیلو           | ۶    | ۱۹۸۴                |
| ۶۱  | ضیا عربشاهی           | ۷    | ۱۹۸۴ ۱۹۸۸           |
| ۶۲  | شاهرخ بیانی           | ۶    | ۱۹۸۴                |
| ۶۳  | عبدالعلی چنگیز        | ۶    | ۱۹۸۴                |
| ۶۴  | شاهین بیانی           | ۵    | ۱۹۸۴                |
| ۶۵  | ناصر محمدخانی         | ۵    | ۱۹۸۴                |
| ۶۶  | رضا احدی              | ۵    | ۱۹۸۴                |
| ۶۷  | جعفر مختاری‌فر         | ۶    | ۱۹۸۴                |
| ۶۸  | محمدرضا شکورزاده      | ۱    | ۱۹۸۴                |
| ۶۹  | حافظ طاحونی           | ۱    | ۱۹۸۴                |
| ۷۰  | احمدرضا عابدزاده      | ۱۲   | ۱۹۸۸ ۱۹۹۲ ۱۹۹۶      |
| ۷۱  | جواد زرینچه           | ۹    | ۱۹۸۸ ۱۹۹۲           |
| ۷۲  | مهدی فنونی‌زاده        | ۸    | ۱۹۸۸ ۱۹۹۲           |
| ۷۳  | نادر محمدخانی         | ۹    | ۱۹۸۸ ۱۹۹۲           |
| ۷۴  | مرتضی فنونی‌زاده       | ۶    | ۱۹۸۸                |
| ۷۵  | مرتضی کرمانی‌مقدم      | ۷    | ۱۹۸۸ ۱۹۹۲           |
| ۷۶  | سیروس قایقران         | ۱۰   | ۱۹۸۸ ۱۹۹۲           |
| ۷۷  | مجتبی محرمی           | ۸    | ۱۹۸۸ ۱۹۹۲ ۱۹۹۶      |
| ۷۸  | فرشاد پیوس            | ۸    | ۱۹۸۸ ۱۹۹۲           |
| ۷۹  | کریم باوی             | ۶    | ۱۹۸۸                |
| ۸۰  | صمد مرفاوی            | ۲    | ۱۹۸۸                |
| ۸۱  | مجید نامجومطلق        | ۵    | ۱۹۸۸                |
| ۸۲  | محمدحسن انصاری‌فرد     | ۴    | ۱۹۸۸                |
| ۸۳  | علی افتخاری           | ۴    | ۱۹۸۸                |
| ۸۴  | سیامک رحیم‌پور         | ۲    | ۱۹۸۸                |
| ۸۵  | احمد سجادی            | ۱    | ۱۹۸۸                |
| ۸۶  | محمد تقوی             | ۱    | ۱۹۸۸                |
| ۸۷  | رضا حسن‌زاده           | ۳    | ۱۹۹۲                |
| ۸۸  | مهدی ابطحی            | ۳    | ۱۹۹۲                |
| ۸۹  | جمشید شاه‌محمدی        | ۳    | ۱۹۹۲                |
| ۹۰  | نیما نکیسا            | ۴    | ۱۹۹۶                |
| ۹۱  | افشین پیروانی         | ۶    | ۱۹۹۶                |
| ۹۲  | علی‌اکبر استاداسدی     | ۵    | ۱۹۹۶                |
| ۹۳  | محمد خاکپور           | ۴    | ۱۹۹۶                |
| ۹۴  | مهدی مهدوی‌کیا         | ۱۷   | ۱۹۹۶ ۲۰۰۰ ۲۰۰۴ ۲۰۰۷ |
| ۹۵  | حمید استیلی           | ۹    | ۱۹۹۶ ۲۰۰۰           |
| ۹۶  | سیروس دین‌محمدی        | ۱    | ۱۹۹۶                |
| ۹۷  | کریم باقری            | ۱۰   | ۱۹۹۶ ۲۰۰۰           |
| ۹۸  | خداداد عزیزی          | ۹    | ۱۹۹۶ ۲۰۰۰           |
| ۹۹  | علی دایی              | ۱۶   | ۱۹۹۶ ۲۰۰۰ ۲۰۰۴      |
| ۱۰۰ | علیرضا منصوریان       | ۶    | ۱۹۹۶                |
| ۱۰۱ | نعیم سعداوی           | ۴    | ۱۹۹۶                |
| ۱۰۲ | مهرداد میناوند        | ۹    | ۱۹۹۶ ۲۰۰۰           |
| ۱۰۳ | علی موسوی             | ۲    | ۱۹۹۶                |
| ۱۰۴ | داریوش یزدانی         | ۶    | ۱۹۹۶ ۲۰۰۰           |
| ۱۰۵ | علی میرزااستواری      | ۱    | ۱۹۹۶                |
| ۱۰۶ | فرشاد فلاحت زاده      | ۳    | ۱۹۹۶                |
| ۱۰۷ | پرویز برومند          | ۴    | ۲۰۰۰                |
| ۱۰۸ | بهروز رهبری‌فر         | ۳    | ۲۰۰۰                |
| ۱۰۹ | محمدرضا مهدوی         | ۴    | ۲۰۰۰                |
| ۱۱۰ | ستار همدانی           | ۳    | ۲۰۰۰                |
| ۱۱۱ | علیرضا امامی‌فر        | ۴    | ۲۰۰۰                |
| ۱۱۲ | حامد کاویانپور        | ۴    | ۲۰۰۰                |
| ۱۱۳ | علی کریمی             | ۱۴   | ۲۰۰۰ ۲۰۰۴ ۲۰۰۷      |
| ۱۱۴ | سهراب بختیاری زاده    | ۳    | ۲۰۰۰                |
| ۱۱۵ | وحید هاشمیان          | ۵    | ۲۰۰۰ ۲۰۰۷           |
| ۱۱۶ | محمد نوازی            | ۲    | ۲۰۰۰                |
| ۱۱۷ | ابراهیم میرزاپور      | ۶    | ۲۰۰۴                |
| ۱۱۸ | یحیی گل‌محمدی          | ۶    | ۲۰۰۴                |
| ۱۱۹ | علی بداوی             | ۴    | ۲۰۰۴                |
| ۱۲۰ | محمد نصرتی            | ۷    | ۲۰۰۴ ۲۰۰۷ ۲۰۱۱      |
| ۱۲۱ | رحمان رضایی           | ۸    | ۲۰۰۴ ۲۰۰۷           |
| ۱۲۲ | حسین کعبی             | ۷    | ۲۰۰۴ ۲۰۰۷           |
| ۱۲۳ | جواد نکونام           | ۱۷   | ۲۰۰۴ ۲۰۰۷ ۲۰۱۱ ۲۰۱۵ |
| ۱۲۴ | آرش برهانی            | ۳    | ۲۰۰۴                |
| ۱۲۵ | غلام‌رضا عنایتی        | ۷    | ۲۰۰۴ ۲۰۰۷           |
| ۱۲۶ | محمد علوی             | ۵    | ۲۰۰۴                |
| ۱۲۷ | ستار زارع             | ۵    | ۲۰۰۴                |
| ۱۲۸ | جلال کاملی مفرد       | ۴    | ۲۰۰۴                |
| ۱۲۹ | ابراهیم تقی‌پور        | ۳    | ۲۰۰۴                |
| ۱۳۰ | ایمان مبعلی           | ۸    | ۲۰۰۴ ۲۰۰۷ ۲۰۱۱      |
| ۱۳۱ | مهدی امیرآبادی        | ۱    | ۲۰۰۴                |
| ۱۳۲ | فرزاد مجیدی           | ۱    | ۲۰۰۴                |
| ۱۳۳ | حسن رودباریان         | ۴    | ۲۰۰۷                |
| ۱۳۴ | سید جلال حسینی        | ۱۱   | ۲۰۰۷ ۲۰۱۱ ۲۰۱۵      |
| ۱۳۵ | آندرانیک تیموریان     | ۱۱   | ۲۰۰۷ ۲۰۱۱ ۲۰۱۵      |
| ۱۳۶ | فریدون زندی           | ۴    | ۲۰۰۷                |
| ۱۳۷ | رسول خطیبی            | ۳    | ۲۰۰۷                |
| ۱۳۸ | جواد کاظمیان          | ۳    | ۲۰۰۷                |
| ۱۳۹ | مهرزاد معدنچی         | ۳    | ۲۰۰۷                |
| ۱۴۰ | هادی عقیلی            | ۴    | ۲۰۰۷ ۲۰۱۱           |
| ۱۴۱ | مهدی رجب‌زاده          | ۱    | ۲۰۰۷                |
| ۱۴۲ | وحید طالب‌لو           | ۱    | ۲۰۰۷                |
| ۱۴۳ | مهدی رحمتی            | ۳    | ۲۰۱۱                |
| ۱۴۴ | مسعود شجاعی           | ۷    | ۲۰۰۷ ۲۰۱۱ ۲۰۱۵ ۲۰۱۹ |
| ۱۴۵ | احسان حاج‌صفی          | ۱۶   | ۲۰۱۱ ۲۰۱۵ ۲۰۱۹ ۲۰۲۳ |
| ۱۴۶ | محمد غلامی            | ۴    | ۲۰۱۱                |
| ۱۴۷ | غلامرضا رضایی         | ۴    | ۲۰۱۱                |
| ۱۴۸ | محمدرضا خلعتبری       | ۳    | ۲۰۱۱                |
| ۱۴۹ | کریم انصاری‌فرد        | ۱۱   | ۲۰۱۱ ۲۰۱۵ ۲۰۱۹ ۲۰۲۳ |
| ۱۵۰ | پژمان نوری            | ۳    | ۲۰۱۱                |
| ۱۵۱ | خسرو حیدری            | ۵    | ۲۰۱۱ ۲۰۱۵           |
| ۱۵۲ | محمد نوری             | ۲    | ۲۰۱۱                |
| ۱۵۳ | شهاب گردان            | ۱    | ۲۰۱۱                |
| ۱۵۴ | فرشید طالبی           | ۱    | ۲۰۱۱                |
| ۱۵۵ | محسن بنگر             | ۱    | ۲۰۱۱                |
| ۱۵۶ | قاسم حدادی‌فر          | ۱    | ۲۰۱۱                |
| ۱۵۷ | آرش افشین             | ۱    | ۲۰۱۱                |
| ۱۵۸ | رضا نوروزی            | ۱    | ۲۰۱۱                |
| ۱۵۹ | علیرضا حقیقی          | ۴    | ۲۰۱۵                |
| ۱۶۰ | مهرداد پولادی         | ۴    | ۲۰۱۵                |
| ۱۶۱ | وریا غفوری            | ۶    | ۲۰۱۵ ۲۰۱۹           |
| ۱۶۲ | مرتضی پورعلی‌گنجی      | ۹    | ۲۰۱۵ ۲۰۱۹           |
| ۱۶۳ | اشکان دژاگه           | ۱۰   | ۲۰۱۵ ۲۰۱۹           |
| ۱۶۴ | رضا قوچان‌نژاد         | ۴    | ۲۰۱۵                |
| ۱۶۵ | سردار آزمون           | ۱۵   | ۲۰۱۵ ۲۰۱۹ ۲۰۲۳      |
| ۱۶۶ | علیرضا جهانبخش        | ۱۳   | ۲۰۱۵ ۲۰۱۹ ۲۰۲۳      |
| ۱۶۷ | سروش رفیعی            | ۲    | ۲۰۱۵                |
| ۱۶۸ | امیرحسین صادقی        | ۱    | ۲۰۱۵                |
| ۱۶۹ | وحید امیری            | ۷    | ۲۰۱۵ ۲۰۱۹           |
| ۱۷۰ | علیرضا بیرانوند       | ۱۲   | ۲۰۱۵ ۲۰۱۹ ۲۰۲۳      |
| ۱۷۱ | مجید حسینی            | ۵    | ۲۰۱۹ ۲۰۲۳           |
| ۱۷۲ | رامین رضاییان         | ۱۰   | ۲۰۱۵ ۲۰۱۹ ۲۰۲۳      |
| ۱۷۳ | امید ابراهیمی         | ۱۲   | ۲۰۱۹ ۲۰۲۳           |
| ۱۷۴ | مهدی ترابی            | ۶    | ۲۰۱۹ ۲۰۲۳           |
| ۱۷۵ | مهدی طارمی            | ۱۰   | ۲۰۱۹ ۲۰۲۳           |
| ۱۷۶ | سامان قدوس            | ۱۲   | ۲۰۱۹ ۲۰۲۳           |
| ۱۷۷ | محمدحسین کنعانی‌زادگان | ۹    | ۲۰۱۹ ۲۰۲۳           |
| ۱۷۸ | میلاد محمدی           | ۷    | ۲۰۱۹ ۲۰۲۳           |
| ۱۷۹ | روزبه چشمی            | ۶    | ۲۰۱۹ ۲۰۲۳           |
| ۱۸۰ | پژمان منتظری          | ۱    | ۲۰۱۹                |
| ۱۸۱ | احمد نوراللهی         | ۱    | ۲۰۱۹                |
| ۱۸۲ | شجاع خلیل‌زاده         | ۵    | ۲۰۲۳                |
| ۱۸۳ | صادق محرمی            | ۲    | ۲۰۲۳                |
| ۱۸۴ | سعید عزت‌اللهی         | ۶    | ۲۰۲۳                |
| ۱۸۵ | مهدی قایدی            | ۴    | ۲۰۲۳                |
| ۱۸۶ | محمد محبی             | ۶    | ۲۰۲۳                |
| ۱۸۷ | شهریار مغانلو         | ۲    | ۲۰۲۳                |
| ۱۸۸ | علی قلی‌زاده           | ۲    | ۲۰۲۳                |
| ۱۸۹ | رضا اسدی              | ۲    | ۲۰۲۳                |

- بازیکنانی که همچنان بازی می‌کنند.

### گل‌ها
| #  | نام               | گل | جام ملت‌ها      |
| -- | ----------------- | -- | -------------- |
| ۱  | همایون بهزادی     | ۴  | ۱۹۶۸           |
| ۲  | علی جباری         | ۵  | ۱۹۶۸ ۱۹۷۲      |
| ۳  | حسین کلانی        | ۷  | ۱۹۶۸ ۱۹۷۲      |
| ۴  | اکبر افتخاری      | ۲  | ۱۹۶۸           |
| ۵  | غلامحسین فرزامی   | ۱  | ۱۹۶۸           |
| ۶  | پرویز قلیچ‌خانی    | ۲  | ۱۹۶۸ ۱۹۷۲      |
| ۷  | صفر ایرانپاک      | ۲  | ۱۹۷۲           |
| ۸  | ناصر نورایی       | ۳  | ۱۹۷۶           |
| ۹  | حسن روشن          | ۳  | ۱۹۷۶ ۱۹۸۰      |
| ۱۰ | علیرضا عزیزی      | ۲  | ۱۹۷۶           |
| ۱۱ | علیرضا خورشیدی    | ۲  | ۱۹۷۶           |
| ۱۲ | غلامحسین مظلومی   | ۳  | ۱۹۷۶           |
| ۱۳ | علی پروین         | ۱  | ۱۹۷۶           |
| ۱۴ | حمید علیدوستی     | ۳  | ۱۹۸۰ ۱۹۸۴      |
| ۱۵ | بهتاش فریبا       | ۷  | ۱۹۸۰           |
| ۱۶ | عبدالرضا برزگری   | ۲  | ۱۹۸۰           |
| ۱۷ | ایرج دانایی‌فرد    | ۱  | ۱۹۸۰           |
| ۱۸ | حسین فرکی         | ۳  | ۱۹۸۰           |
| ۱۹ | شاهرخ بیانی       | ۳  | ۱۹۸۴           |
| ۲۰ | ناصر محمدخانی     | ۳  | ۱۹۸۴           |
| ۲۱ | ضیا عربشاهی       | ۱  | ۱۹۸۴           |
| ۲۲ | کریم باوی         | ۱  | ۱۹۸۸           |
| ۲۳ | فرشاد پیوس        | ۳  | ۱۹۸۸ ۱۹۹۲      |
| ۲۴ | سیروس قایقران     | ۱  | ۱۹۹۲           |
| ۲۵ | علی دایی          | ۱۴ | ۱۹۹۶ ۲۰۰۰ ۲۰۰۴ |
| ۲۶ | نعیم سعداوی       | ۱  | ۱۹۹۶           |
| ۲۷ | مهرداد میناوند    | ۱  | ۱۹۹۶           |
| ۲۸ | کریم باقری        | ۴  | ۱۹۹۶ ۲۰۰۰      |
| ۲۹ | خداداد عزیزی      | ۲  | ۱۹۹۶           |
| ۳۰ | حمید استیلی       | ۲  | ۲۰۰۰           |
| ۳۱ | غلام‌رضا عنایتی    | ۱  | ۲۰۰۴           |
| ۳۲ | جواد نکونام       | ۴  | ۲۰۰۴ ۲۰۰۷      |
| ۳۳ | علی کریمی         | ۵  | ۲۰۰۴           |
| ۳۴ | محمد نصرتی        | ۱  | ۲۰۰۴           |
| ۳۵ | محمد علوی         | ۱  | ۲۰۰۴           |
| ۳۶ | سید جلال حسینی    | ۱  | ۲۰۰۷           |
| ۳۷ | جواد کاظمیان      | ۱  | ۲۰۰۷           |
| ۳۸ | فریدون زندی       | ۱  | ۲۰۰۷           |
| ۳۹ | آندرانیک تیموریان | ۱  | ۲۰۰۷           |
| ۴۰ | غلامرضا رضایی     | ۱  | ۲۰۱۱           |
| ۴۱ | ایمان مبعلی       | ۱  | ۲۰۱۱           |
| ۴۲ | کریم انصاری‌فرد    | ۳  | ۲۰۱۱ ۲۰۱۹ ۲۰۲۳ |
| ۴۳ | آرش افشین         | ۱  | ۲۰۱۱           |
| ۴۴ | محمد نوری         | ۱  | ۲۰۱۱           |
| ۴۵ | احسان حاج‌صفی      | ۱  | ۲۰۱۵           |
| ۴۶ | مسعود شجاعی       | ۱  | ۲۰۱۵           |
| ۴۷ | سردار آزمون       | ۸  | ۲۰۱۵ ۲۰۱۹ ۲۰۲۳ |
| ۴۸ | رضا قوچان‌نژاد     | ۲  | ۲۰۱۵           |
| ۴۹ | مرتضی پورعلی‌گنجی  | ۱  | ۲۰۱۵           |
| ۵۰ | مهدی طارمی        | ۶  | ۲۰۱۹ ۲۰۲۳      |
| ۵۱ | اشکان دژاگه       | ۲  | ۲۰۱۹           |
| ۵۲ | سامان قدوس        | ۱  | ۲۰۱۹           |
| ۵۳ | علیرضا جهانبخش    | ۳  | ۲۰۱۹ ۲۰۲۳      |
| ۵۴ | شجاع خلیل‌زاده     | ۱  | ۲۰۲۳           |
| ۵۵ | مهدی قایدی        | ۲  | ۲۰۲۳           |
| ۵۶ | محمد محبی         | ۱  | ۲۰۲۳           |
| ۵۷ | گل‌به‌خودی          | ۲  | ۲۰۰۴ ۲۰۱۱      |

- بازیکنانی که همچنان بازی می‌کنند.

### کلین‌شیت ها
| #  | نام              | کلین شیت | جام ملت‌ها |
| -- | ---------------- | -------- | --------- |
| ۱  | عزیز اصلی        | ۲        | ۱۹۶۸      |
| ۲  | ناصر حجازی       | ۴        | ۱۹۷۲ ۱۹۸۰ |
| ۳  | منصور رشیدی      | ۴        | ۱۹۷۶      |
| ۴  | کریم بوستانی     | ۱        | ۱۹۸۰      |
| ۵  | بهروز سلطانی     | ۳        | ۱۹۸۴      |
| ۶  | احمدرضا عابدزاده | ۶        | ۱۹۸۸ ۱۹۹۲ |
| ۷  | نیما نکیسا       | ۲        | ۱۹۹۶      |
| ۸  | پرویز برومند     | ۲        | ۲۰۰۰      |
| ۹  | ابراهیم میرزاپور | ۲        | ۲۰۰۴      |
| ۱۰ | حسن رودباریان    | ۲        | ۲۰۰۷      |
| ۱۱ | سید مهدی رحمتی   | ۱        | ۲۰۱۱      |
| ۱۲ | شهاب گردان       | ۱        | ۲۰۱۱      |
| ۱۳ | علیرضا حقیقی     | ۳        | ۲۰۱۵      |
| ۱۴ | علیرضا بیرانوند  | ۶        | ۲۰۱۹ ۲۰۲۳ |

- بازیکنانی که همچنان بازی می‌کنند.

## یادداشت
1. ↑  جام ملت‌های آسیا باید در سال ۲۰۰۸ برگزار می‌شد اما به دلیل همزمانی با بازی‌های المپیک و جام ملت‌های آسیا کنفدراسیون فوتبال آسیا تصمیم گرفت بازی‌ها را یک سال زودتر برگزار کند.